# Jeffrey Epstein
Jeffrey Edward Epstein (Nova Iorque, 20 de janeiro de 1953 — 10 de agosto de 2019) foi um financista e abusador sexual de menores. Nascido e criado em Nova Iorque, Epstein começou sua carreira profissional como professor na Dalton School, apesar de não ter um diploma universitário. Após sua demissão da escola em 1976, ele entrou no setor bancário e financeiro, trabalhando na Bear Stearns em várias funções antes de abrir sua própria empresa. Epstein cultivou uma elite e proxenetou muitas mulheres e crianças das quais ele e seus associados abusaram sexualmente.
Em 2005, a polícia de Palm Beach, Flórida, começou a investigar Epstein depois que uma mãe relatou que ele havia abusado sexualmente de sua filha de quatorze anos. Autoridades federais identificaram 36 meninas, algumas com apenas quatorze anos, que Epstein supostamente havia abusado sexualmente. Epstein se declarou culpado e foi condenado em 2008 por um tribunal estadual da Flórida por obter uma criança para prostituição e por solicitar uma prostituta. Ele foi condenado por apenas esses dois crimes como parte de um controverso acordo judicial e cumpriu quase treze meses de custódia, mas com ampla liberdade condicional.
Epstein foi preso novamente em 6 de julho de 2019, sob acusações federais de tráfico sexual de menores na Flórida e em Nova Iorque. Ele morreu em sua cela em 10 de agosto de 2019. O legista decidiu que sua morte foi suicídio por enforcamento. Os advogados de Epstein contestaram a decisão, e houve um ceticismo público significativo sobre a verdadeira causa de sua morte, resultando em inúmeras teorias da conspiração. Em 2025, o Federal Bureau of Investigation (FBI) divulgou imagens de CFTV que apoiam a conclusão de que Epstein morreu por suicídio em sua cela. No entanto, quando o Departamento de Justiça divulgou a filmagem, aproximadamente 2 minutos e 53 segundos dela estavam faltando, e descobriu-se que o vídeo havia sido modificado, apesar da alegação do FBI de que era bruto.
Como a morte de Epstein impediu a possibilidade de prosseguir com acusações criminais contra ele, um juiz rejeitou todas as acusações criminais em 29 de agosto de 2019. Epstein teve uma associação de décadas com a socialite britânica Ghislaine Maxwell, que recrutava garotas para ele, levando à sua condenação em 2021 por acusações federais dos EUA de tráfico sexual e conspiração por ajudá-lo a obter garotas, incluindo uma de quatorze anos, para abuso sexual infantil e prostituição. Sua amizade com figuras públicas, incluindo o Príncipe André, Donald Trump e Mette-Marit, Princesa Herdeira da Noruega, atraiu uma controvérsia significativa.

## Primeiros anos

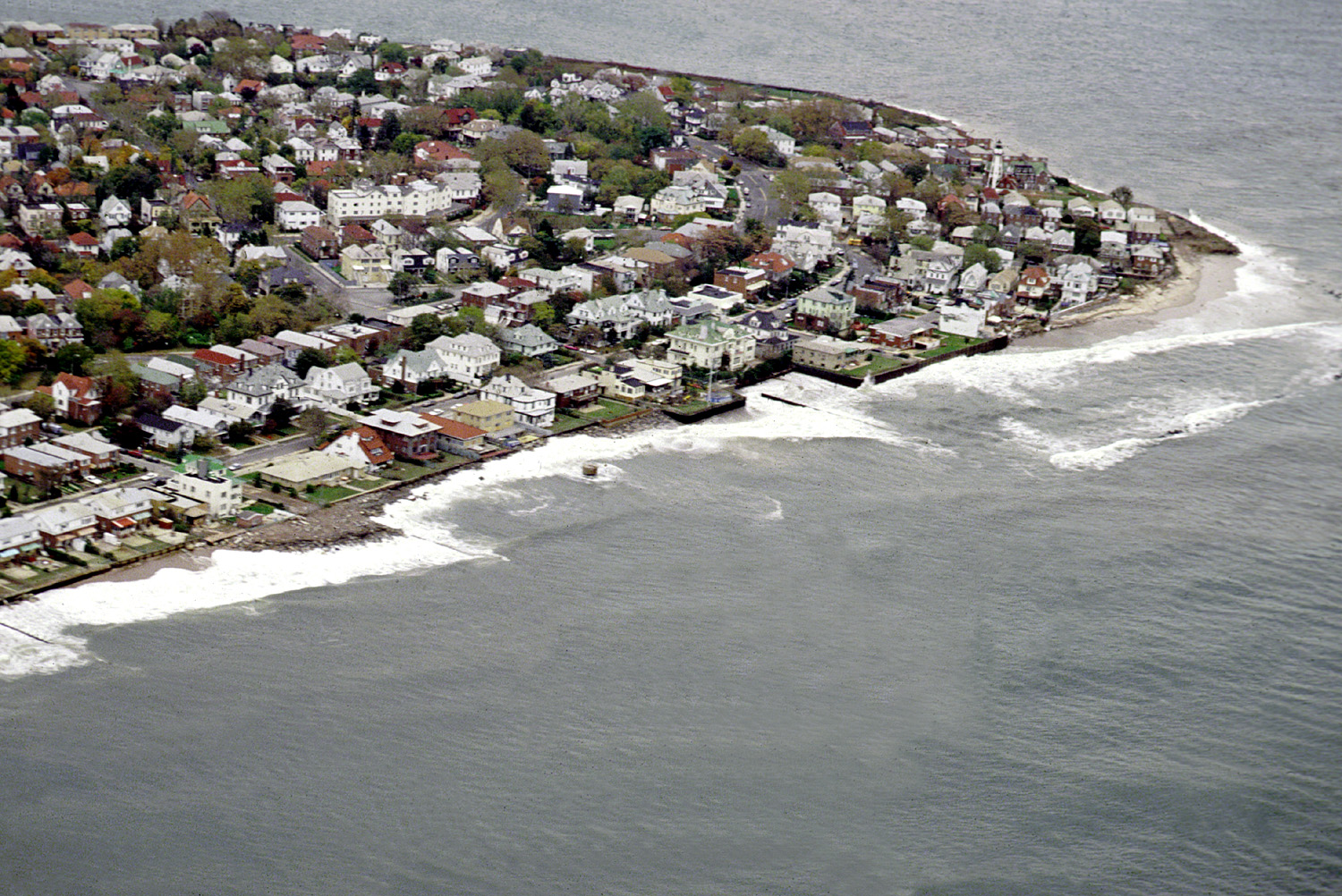
Vista aérea do bairro de infância de Epstein em Sea Gate, Brooklyn

Epstein nasceu em 1953 no bairro do Brooklyn, em Nova Iorque. Seus pais Pauline (nascida Stolofsky, 1918–2004) e Seymour G. Epstein (1916–1991) eram judeus e se casaram em 1952, pouco antes de seu nascimento. Pauline trabalhava como auxiliar de escola e era dona de casa. Seymour Epstein trabalhou para o Departamento de Parques e Recreação de Nova Iorque como zelador e jardineiro. Jeffrey era o mais velho de dois irmãos; ele e seu irmão Mark cresceram no bairro operário de Sea Gate, um condomínio fechado privado em Coney Island, Brooklyn.
Epstein frequentou escolas públicas locais, primeiro frequentando a Escola Pública 188 e depois a Mark Twain Junior High School nas proximidades. Em 1967, Epstein participou do Acampamento Nacional de Música no Centro Interlochen de Artes. Ele começou a tocar piano quando tinha cinco anos. Ele se formou em 1969 na Lafayette High School aos dezesseis anos, tendo pulado duas séries. Mais tarde naquele ano, ele frequentou aulas na Cooper Union até mudar de faculdade em 1971. Em setembro de 1971, passou a frequentar o Instituto Courant de Ciências Matemáticas na Universidade de Nova Iorque, mas saiu sem se formar em junho de 1974.

## Carreira

### Ensino
Epstein começou a trabalhar em setembro de 1974 como professor de física e matemática para adolescentes na Dalton School, Upper East Side de Manhattan. Donald Barr, que serviu como diretor até junho de 1974, era conhecido por ter feito várias contratações não convencionais na época, embora não esteja claro se ele esteve diretamente relacionado com a de Epstein. Três meses após a saída de Barr, Epstein começou a lecionar na escola, apesar de sua falta de credenciais. Epstein supostamente mostrou comportamento impróprio em relação a alunos menores de idade na época. Ele conheceu Alan Greenberg, o diretor executivo da Bear Stearns, cujo filho e filha frequentavam a escola. A filha de Greenberg, Lynne Koeppel, apontou para uma conferência de pais e professores onde Epstein influenciou outro pai da Dalton a defendê-lo junto a Greenberg. Em junho de 1976, após Epstein ser demitido da Dalton por "mau desempenho", Greenberg ofereceu-lhe um emprego na Bear Stearns.

### Bancária
Epstein ingressou no Bear Stearns em 1976 como assistente júnior de baixo escalão de um operador de pregão. Ele rapidamente se tornou um comerciante de opções, trabalhando na divisão de produtos especiais e, em seguida, aconselhou os clientes mais ricos do banco, como o presidente da Seagram, Edgar Bronfman, sobre estratégias de mitigação de impostos. Jimmy Cayne, posteriormente diretor executivo do banco, elogiou a habilidade de Epstein com clientes ricos e produtos complexos. Em 1980, quatro anos após ingressar no Bear Stearns, tornou-se um parceiro limitado.
Em 1981, Epstein foi convidado a deixar o Bear Stearns por, de acordo com seu testemunho juramentado, ser culpado de uma "violação do regulamento D". Embora Epstein tenha partido abruptamente, ele permaneceu próximo a Cayne e Greenberg e foi cliente do Bear Stearns até seu colapso em 2008.

### Consultoria financeira

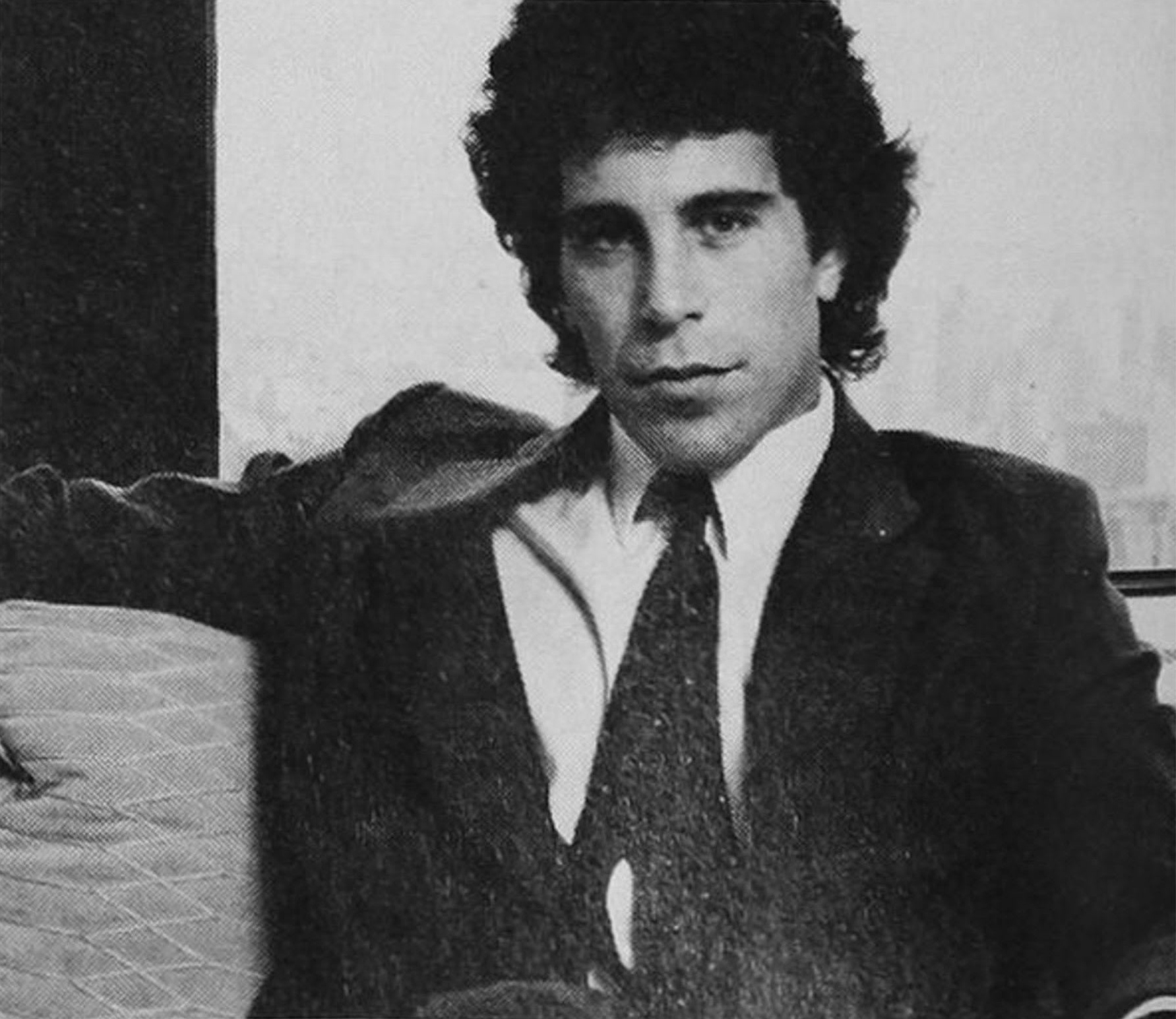
Epstein em 1980

Em agosto de 1981, Epstein fundou sua própria empresa de consultoria, Intercontinental Assets Group Inc. (IAG), que ajudava clientes a recuperar dinheiro roubado de corretores e advogados fraudulentos. Epstein descreveu seu trabalho nessa época como sendo um caçador de recompensas de alto nível. Ele disse a amigos que, às vezes, trabalhava como consultor para governos e pessoas ricas para recuperar fundos desviados, enquanto outras vezes trabalhava para clientes que haviam desviado fundos. A atriz e herdeira espanhola Ana Obregón era uma dessas, a quem Epstein ajudou em 1982 a recuperar os milhões de investimentos perdidos de seu pai, que haviam desaparecido quando o Drysdale Government Securities entrou em colapso devido a uma fraude.
Epstein também afirmou a algumas pessoas na época que ele era um agente da inteligência. Durante a década de 1980, Epstein possuía um passaporte austríaco que continha sua foto, mas com um nome falso. O passaporte mostrava seu local de residência na Arábia Saudita. Em 2017, "um ex-funcionário sênior da Casa Branca" relatou que Alexander Acosta, o procurador dos Estados Unidos para o Distrito Sul da Flórida, que lidou com o caso criminal de Epstein em 2008, declarou aos entrevistadores de transição de Trump que "disseram-me que Epstein 'pertencia à inteligência' e para 'deixá-lo em paz'", e que Epstein estava "acima de seu nível salarial".
Nesse período, um dos clientes de Epstein era o empresário saudita Adnan Khashoggi, que era o intermediário na transferência de armas americanas de Israel para o Irã, como parte do caso Irã-Contras na década de 1980. Khashoggi era um dos vários fornecedores de defesa que ele conhecia. Em meados da década de 1980, Epstein viajou várias vezes entre os Estados Unidos, Europa e sudoeste da Ásia. Enquanto estava em Londres, Epstein conheceu Steven Hoffenberg. Eles foram apresentados através de Douglas Leese, um empreiteiro de defesa, e John Mitchell, ex-procurador-geral dos Estados Unidos.

### Towers Financial Corporation
Steven Hoffenberg contratou Epstein em 1987, como consultor da Towers Financial Corporation (não afiliada à empresa de mesmo nome fundada em 1998 e adquirida pela Old National Bancorp em 2014), uma agência de cobrança que comprava dívidas de pessoas com hospitais, bancos, e companhias telefônicas. Hoffenberg instalou Epstein em escritórios nas "Casas Villard" em Manhattan e pagou a ele 25 mil dólares por mês por seu trabalho de consultoria (equivalente a 60 mil dólares em 2021).
Hoffenberg e Epstein então se remodelaram como incursores corporativos usando a Towers Financial. Uma das primeiras atribuições de Epstein para Hoffenberg foi implementar o que acabou sendo uma oferta malsucedida para adquirir a Pan American World Airways em 1987. Uma oferta malsucedida semelhante em 1988 foi feita para adquirir a Emery Air Freight Corp. Durante esse período, Hoffenberg e Epstein trabalharam em conjunto e viajaram para todos os lugares no jato particular de Hoffenberg.
Em 1993, a Towers Financial Corporation implodiu quando foi revelada como um dos maiores esquemas Ponzi na história americana, fazendo seus investidores perderem acima de 450 milhões de dólares (equivalente a 844.126.000 dólares em 2021). Em documentos judiciais, Hoffenberg alegou que Epstein estava intimamente envolvido no esquema. Epstein deixou a empresa em 1989 e nunca foi acusado de estar envolvido com a enorme fraude cometida por investidores. Não se sabe se Epstein adquiriu fundos roubados do esquema Ponzi.

### Empresa de gestão financeira

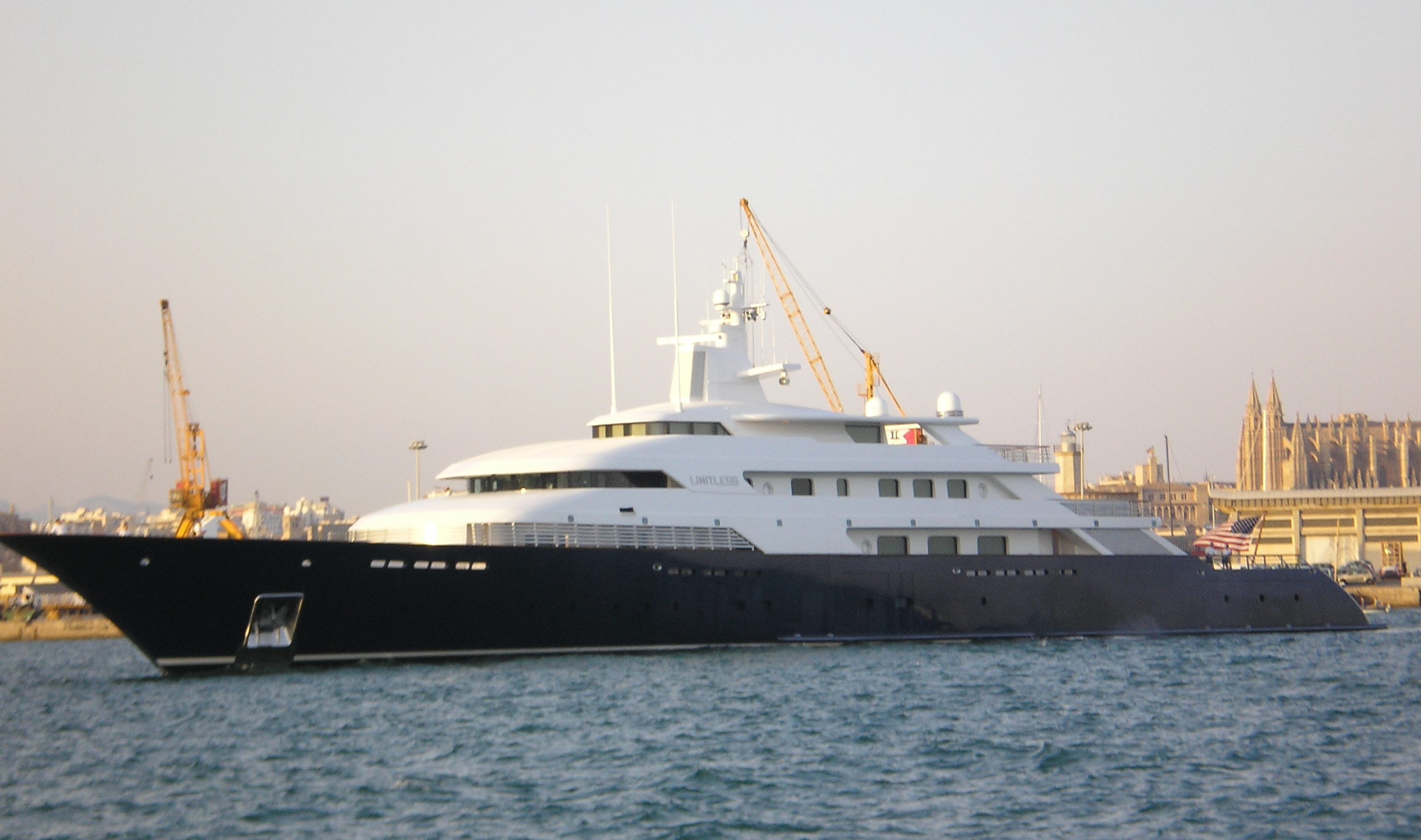
Epstein administrou a riqueza de Wexner e diversos projetos, como a construção de seu iate, o Limitless.

Em 1988, enquanto Epstein ainda prestava consultoria para Hoffenberg, ele fundou sua empresa de administração financeira, J. Epstein & Company. Epstein disse que a empresa foi formada para administrar os ativos de clientes com mais de um bilhão de dólares em patrimônio líquido, embora outros tenham expressado ceticismo de que ele era restritivo em relação aos clientes que recebia.
O único cliente bilionário publicamente conhecido de Epstein foi Leslie Wexner, presidente e CEO da L Brands (anteriormente The Limited, Inc.) e Victoria's Secret. Em 1986, Epstein conheceu Wexner através de seus conhecidos em comum, o executivo de seguros Robert Meister e sua esposa, em Palm Beach, Flórida. Um ano depois, Epstein tornou-se consultor financeiro de Wexner e atuou como seu braço direito. No mesmo ano, Epstein havia resolvido as questões financeiras de Wexner. Em julho de 1991, Wexner concedeu a Epstein um mandato sobre seus assuntos. A procuração permitia a Epstein contratar pessoas, assinar cheques, comprar e vender propriedades, pedir dinheiro emprestado e fazer qualquer outra coisa de natureza juridicamente vinculativa em nome de Wexner.
Em 1995, Epstein foi diretor da Wexner Foundation e da Wexner Heritage Foundation. Ele também foi o presidente da Wexner's Property, que desenvolveu parte da cidade de New Albany nos arredores de Columbus, Ohio, onde Wexner morava. Epstein ganhou milhões em honorários administrando os assuntos financeiros de Wexner. Embora nunca tenha sido empregado da L Brands, ele frequentemente se correspondia com os executivos da empresa. Epstein frequentemente comparecia aos desfiles de moda da Victoria's Secret e hospedava as modelos em sua casa em Nova Iorque, além de ajudar aspirantes a modelos a conseguir trabalho na empresa.
Em 1996, Epstein mudou o nome de sua empresa para Financial Trust Company e, por vantagens fiscais, estabeleceu-a na ilha de Saint Thomas, nas Ilhas Virgens Americanas. Ao se mudar para as Ilhas Virgens Americanas, Epstein conseguiu reduzir o imposto de renda federal em 90%. As Ilhas Virgens Americanas atuaram como um paraíso fiscal offshore, oferecendo ao mesmo tempo as vantagens de fazer parte do sistema bancário dos Estados Unidos.

### Atividades de mídia
Em 2003, Epstein fez uma oferta para adquirir a revista New York. Outros licitantes incluíram o executivo de publicidade Donny Deutsch, o investidor Nelson Peltz, o magnata de mídia e o editor do New York Daily News Mortimer Zuckerman e o produtor de cinema Harvey Weinstein. O comprador final foi Bruce Wasserstein, um antigo banqueiro de investimentos de Wall Street, que pagou 55 milhões de dólares.
Em 2004, Epstein e Zuckerman comprometeram até 25 milhões de dólares para financiar a Radar, uma revista de celebridades e cultura pop fundada por Maer Roshan. Epstein e Zuckerman eram parceiros iguais no empreendimento. Roshan, como seu editor-chefe, manteve uma pequena participação acionária. Ele dobrou após três edições como publicação impressa e tornou-se exclusivamente online.

### Liquid Funding Ltd
Epstein foi presidente da empresa Liquid Funding Ltd. entre 2000 e 2007. A empresa foi pioneira na expansão do tipo de dívida que poderia ser aceita na recompra, ou no mercado de recompra, que envolve um credor dando dinheiro a um tomador em troca de valores mobiliários que o mutuário concorda em comprar de volta a um prazo e preço acordados posteriormente. A inovação do Liquid Funding e de outras empresas pioneiras foi que, em vez de ter ações e títulos como valores mobiliários subjacentes, possuía hipotecas comerciais e hipotecas residenciais com grau de investimento agrupadas em títulos complexos como garantia subjacente.
O Liquid Funding possuía inicialmente 40% do Bear Stearns. Com a ajuda das agências de classificação de crédito — Standard & Poor's, Fitch Ratings e Moody's Investors Service — os novos títulos em pacote puderam ser criados para as empresas, de modo a obter uma classificação AAA banhada a ouro. A implosão de tais títulos complexos, devido a seus ratings imprecisos, levou ao colapso do Bear Stearns em março de 2008 e desencadeou a crise financeira de 2007-2008 e a subsequente Grande Recessão. Se o Liquid Funding permanecesse com grandes quantidades desses títulos como garantia, poderia ter perdido grandes quantias de dinheiro.

### Investimentos

#### Fundos de cobertura
Entre 2002 e 2005, Epstein investiu oitenta  milhões de dólares no D.B. Zwirn Special Opportunities Fund, um fundo de cobertura que investia em títulos de dívida ilíquidos. Em novembro de 2006, Epstein tentou resgatar seu investimento após ser informado de irregularidades contábeis no fundo. Nessa época, seu investimento havia crescido para 140 milhões de dólares. O fundo D.B. Zwirn se recusou a resgatar o investimento. Os fundos de cobertura que investem em títulos ilíquidos normalmente têm "lockups" de anos em seu capital para todos os investidores e exigem que os pedidos de resgate sejam feitos por escrito com sessenta a noventa dias de antecedência. O fundo foi fechado em 2008, e seus ativos remanescentes de aproximadamente dois bilhões, incluindo o investimento de Epstein, foram transferidos para o Fortress Investment Group quando essa empresa comprou os ativos em 2009. Epstein mais tarde foi à arbitragem com o Fortress sobre sua tentativa de resgate. O resultado dessa arbitragem não é conhecido publicamente.

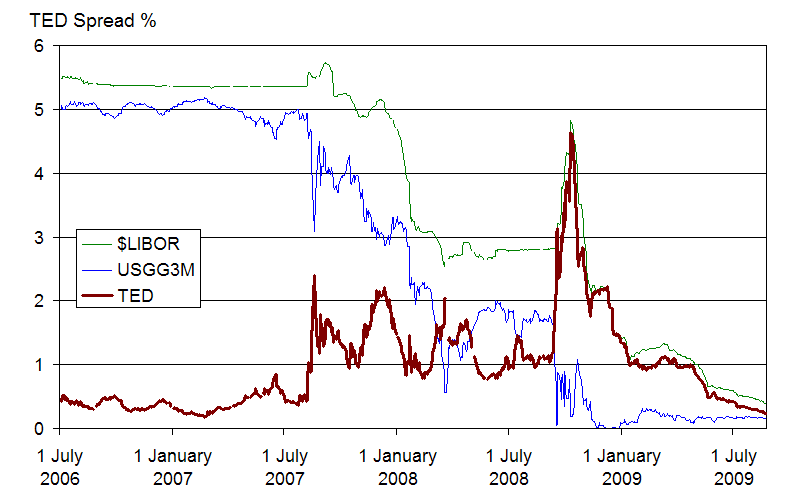
O governo iniciou negociações com Epstein para um acordo judicial em meados de 2007, quando o fundo de cobertura começou a entrar em colapso

Em agosto de 2006, Epstein, um mês após o início da investigação federal sobre ele, investiu 57 milhões de dólares no fundo de cobertura Bear Stearns High-Grade Structured Credit Strategies Enhanced Leverage. Este fundo foi altamente alavancado em obrigações de dívidas garantidas por hipotecas (CDOs).
Em 18 de abril de 2007, um investidor do fundo, que tinha 57 milhões de dólares investidos, discutiu o resgate de seu investimento. Nessa época, o fundo tinha uma taxa de alavancagem de 17:1, o que significava que para cada dólar investido havia dezessete dólares de fundos emprestados; portanto, o resgate desse investimento teria sido equivalente a remover um bilhão de dólares do mercado de CDO pouco negociado. A venda de ativos de CDO para atender aos resgates daquele mês iniciou um processo de reprecificação e congelamento geral no mercado de CDO. A reavaliação dos ativos do CDO causou o colapso do fundo três meses depois, em julho, e o eventual colapso do Bear Stearns em março de 2008. É provável que Epstein tenha perdido a maior parte desse investimento, mas não se sabe quanto foi dele.
No momento em que o fundo do Bear Stearns começou a falhar em maio de 2007, Epstein havia começado a negociar um acordo judicial com o Ministério Público dos Estados Unidos sobre acusações iminentes de sexo com menores. Em agosto de 2007, um mês após o colapso do fundo, o procurador dos Estados Unidos em Miami, Alexander Acosta, entrou em discussões diretas sobre o acordo judicial. Acosta negociou um acordo brando, segundo ele, porque havia sido ordenado por altos funcionários do governo, que lhe disseram que Epstein era um indivíduo importante para o governo. Como parte das negociações, de acordo com o Miami Herald, Epstein forneceu "informações não especificadas" aos promotores federais da Flórida para uma sentença mais branda e foi supostamente uma testemunha-chave não identificada dos promotores federais de Nova Iorque em seu caso criminal malsucedido de junho de 2008 contra os dois gerentes do fundo de cobertura Bear Stearns falido. Alan Dershowitz, um dos advogados de Epstein na Flórida no caso, disse à Fox Business Network que "estaríamos divulgando isso se ele tivesse [cooperado]. A ideia de que Epstein ajudou em qualquer processo é novidade para mim."

#### Startup israelense
Em 2015, o jornal israelense Haaretz informou que Epstein investiu na startup Reporty Homeland Security (renomeada como Carbyne em 2018). A startup estava conectada com a indústria de defesa de Israel. Foi chefiada pelo ex-primeiro-ministro israelense Ehud Barak, que também foi ministro da defesa e chefe de gabinete das Forças de Defesa de Israel (FDI). O CEO da empresa é Amir Elihai, que era oficial das forças especiais, e Pinchas Bukhris, que é diretor da empresa, já foi diretor geral do Ministério da Defesa e comandante da unidade cibernética 8200 da FDI. Epstein e Barak, chefe de Carbyne, eram próximos, e Epstein frequentemente lhe oferecia hospedagem em uma de suas unidades de apartamentos na 301 East 66th Street, em Manhattan. Epstein tinha experiência no setor militar e de pesquisa de Israel. Em abril de 2008, ele foi a Israel e se reuniu com vários cientistas pesquisadores e visitou diferentes bases militares israelenses. Durante esta viagem, ele pensou em ficar em Israel, a fim de evitar julgamento, e possível prisão, por acusações que enfrentava por crimes sexuais; no entanto, ele optou por retornar aos Estados Unidos.

## Gravações de vídeo
Epstein instalou câmeras escondidas em vários lugares de suas propriedades para registrar atividades sexuais com garotas menores de idade por pessoas de destaque para fins criminais, como chantagem. Ghislaine Maxwell, companheira íntima de Epstein, disse a um amigo que a ilha privada de Epstein nas Ilhas Virgens estava completamente conectada a câmeras de vídeo e o amigo acreditava que Maxwell e Epstein estavam filmando todos na ilha como uma apólice de seguro. Quando a polícia invadiu sua residência em Palm Beach, em 2006, duas câmeras pinhole foram descobertas em sua casa. Também foi relatado que a mansão de Epstein em Nova Iorque era conectada extensivamente a um sistema de vigilância por vídeo.
Maria Farmer, uma artista que trabalhou para Epstein em 1996, observou que Epstein mostrou a ela uma sala de mídia na mansão de Nova Iorque onde havia pessoas monitorando as câmeras ocultas por toda a casa. A sala de mídia foi acessada através de uma porta oculta. Ela afirmou que na sala de imprensa "havia homens sentados aqui. E eu olhei para as câmeras e vi banheiro, banheiro, cama, cama, banheiro, cama". Ela acrescentou que "era muito óbvio que eles estavam monitorando momentos íntimos".
Epstein supostamente "emprestou" adolescentes a pessoas poderosas para se aproveitar delas e também para obter possíveis informações de chantagem. Segundo o Departamento de Justiça, ele mantinha discos compactos trancados em seu cofre em sua mansão em Nova Iorque com etiquetas manuscritas que incluíam a descrição: "nome [jovem] + [nome]". Epstein deu a entender que ele fazia chantagem quando contou a um repórter do New York Times em 2018, fora do registro, que ele tinha podres de pessoas poderosas, incluindo informações sobre suas probabilidades sexuais e uso recreativo de drogas.

## Gravações de áudio
Em 2003, Epstein concedeu uma entrevista, com duração de mais de cinco horas, ao jornalista David Bank, que constava de um conjunto de gravações, não publicadas, anteriores a 14 de agosto de 2019.
Em 2017, Epstein concedeu entrevistas, com duração de mais de cem horas, ao jornalista Michael Wolff, a quais começaram a ser lançadas em novembro de 2024, como parte do podcast Fire and Fury de Wolff.

## Processos legais

### Primeiro caso criminal

#### Desenvolvimentos iniciais (2005–2006)

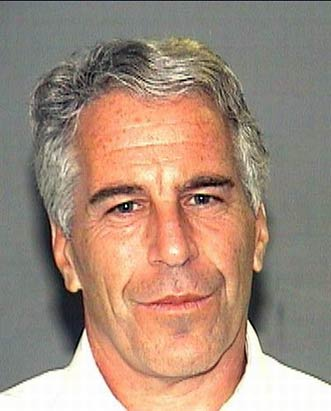
Mugshot de Epstein de 2006

Em março de 2005, uma mulher entrou em contato com o Departamento de Polícia de Palm Beach, na Flórida, e alegou que sua enteada de quatorze anos havia sido levada para a mansão de Epstein por uma garota mais velha. Lá, ela teria pago trezentos dólares (equivalente a 390 dólares em 2019) para despir e massagear Epstein. Ela teria se despido, mas deixou o encontro usando calcinha.
A polícia de Palm Beach iniciou uma investigação secreta de Epstein de treze meses, incluindo uma busca em sua casa. Durante a investigação, o chefe de polícia de Palm Beach, Michael Reiter, acusou publicamente o promotor estadual de Palm Beach, Barry Krischer, de ser muito branda e pediu ajuda do FBI.
O Federal Bureau of Investigation (FBI) também se envolveu. Posteriormente, a polícia alegou que Epstein havia pago várias adolescentes para praticar atos sexuais com ele. Entrevistas com cinco supostas vítimas e dezessete testemunhas sob juramento, uma transcrição do ensino médio e outros itens encontrados no lixo e na casa de Epstein mostraram que algumas das mulheres envolvidas tinham menos de dezoito anos, tendo a mais nova quatorze e a menor, dezesseis anos. Foram encontradas na casa de Epstein duas câmeras escondidas e um grande número de fotos de adolescentes em toda a casa, algumas das quais a polícia havia entrevistado no decorrer de sua investigação. Adriana Ross, uma ex-modelo da Polônia que se tornou assistente de Epstein, supostamente removeu unidades de computador e outros equipamentos eletrônicos da mansão do financista na Flórida antes que a Polícia de Palm Beach revistasse a casa como parte de sua investigação. Os documentos do tribunal registram que uma busca na residência de Epstein pelo detetive da polícia de Palm Beach, Joseph Recarey, em 2005, descobriu um recibo incriminador da Amazon, de livros sobre escravidão sexual. Os livros que ele encomendou têm o título: "SM 101: A Realistic Introduction", "SlaveCraft: Roadmaps for Erotic Servitude – Principles, Skills and Tools" e "Training with Miss Abernathy: A Workbook for Erotic Slaves and Their Owners".
Um ex-funcionário disse à polícia que Epstein receberia massagens três vezes ao dia. Eventualmente, o FBI compilou relatórios sobre "34 menores confirmados" elegíveis para restituição (aumentados para quarenta no ANA) cujas alegações de abuso sexual por Epstein incluíam detalhes corroboradores. A série de exposições de Julie Brown em 2018 no Miami Herald identificou cerca de oitenta vítimas e localizou cerca de sessenta delas. Ela cita o então chefe da polícia, Michael Reiter, dizendo: "Eram cinquenta e poucos 'elas' e um 'ele' — e todos os 'elas' basicamente contavam a mesma história". Os detalhes da investigação incluíam alegações de que trigêmeas de doze anos haviam chegado da França para o aniversário de Epstein e voltaram no dia seguinte depois de terem sido abusadas sexualmente pelo financiador. Alega-se que as adolescentes foram recrutadas no Brasil e em outros países da América do Sul, ex-repúblicas soviéticas e Europa, e que a agência de modelos "MC2" de Jean-Luc Brunel também estava fornecendo adolescentes para Epstein.
Em maio de 2006, a polícia de Palm Beach apresentou um depoimento afirmando que Epstein deveria ser acusado de quatro acusações de sexo ilegal com menores e uma de abuso sexual. O promotor estadual Krischer convocou um grande júri do Condado de Palm Beach, o que geralmente era feito apenas em casos capitais. Apresentado evidência de apenas duas vítimas, o júri devolveu uma única acusação de solicitação de prostituição criminosa, à qual Epstein se declarou inocente em agosto de 2006.
Os advogados de defesa de Epstein incluíram Roy Black, Gerald Lefcourt, Alan Dershowitz, professor da Harvard Law School, e o ex-procurador-geral Ken Starr. O linguista Steven Pinker também prestou assistência.

#### Acordo de não persecução penal (ANPP) (2006–2008)
Em julho de 2006, o FBI iniciou sua própria investigação sobre Epstein, apelidada de "Operação Ano Bissexto". Isso resultou em uma acusação de 53 páginas em junho de 2007. Alexander Acosta, então procurador dos EUA para o Distrito Sul da Flórida, concordou com um acordo judicial, que Alan Dershowitz ajudou a negociar, para conceder imunidade de todas as acusações criminais federais contra Epstein, junto com quatro co-conspiradores nomeados e quaisquer "co-conspiradores em potencial" não identificados. De acordo com o Miami Herald, o acordo de não acusação "essencialmente encerrou uma investigação em andamento do FBI sobre se havia mais vítimas e outras pessoas poderosas que participaram dos crimes sexuais de Epstein". Na época, isso interrompeu a investigação e selou a acusação. O Miami Herald disse: "Acosta concordou, apesar de uma lei federal em contrário, que o negócio seria ocultado das vítimas."
Acosta disse mais tarde que ofereceu um acordo leniente porque foi informado de que Epstein "pertencia à inteligência", estava "acima de seu nível salarial" e para "deixá-lo em paz". Epstein concordou em se declarar culpado no tribunal estadual da Flórida por duas acusações de prostituição, cumprir dezoito meses de prisão, registrar-se como criminoso sexual e pagar indenizações a três dúzias de vítimas identificadas pelo FBI. O acordo judicial foi posteriormente descrito como um "acordo amoroso".
Mais tarde, um juiz federal descobriu que os promotores violaram os direitos das vítimas, pois ocultaram o acordo das vítimas e, em vez disso, instaram-nas a ter "paciência".
De acordo com uma revisão interna conduzida pelo Escritório de Responsabilidade Profissional do Departamento de Justiça, divulgada em novembro de 2020, Acosta mostrou "mau julgamento" ao conceder a Epstein um acordo de não persecução penal e deixar de notificar as supostas vítimas de Epstein sobre este acordo.

#### Condenação e sentença (2008–2011)
Em 30 de junho de 2008, depois que Epstein se declarou culpado de uma acusação estadual (uma de duas) de solicitar para prostituição uma mulher com menos de dezoito anos, ele foi condenado a dezoito meses de prisão. Enquanto a maioria dos criminosos sexuais condenados na Flórida é enviada para a prisão estadual, Epstein foi alojado em uma ala particular da Palm Beach County Stockade e, segundo o escritório do xerife, foi depois de três meses e meio que ele deixou a prisão por meio do "trabalho prisional" por até doze horas por dia, seis dias por semana. Isso violou as políticas do próprio xerife, exigindo uma sentença máxima remanescente de dez meses e tornando os criminosos sexuais inelegíveis para o privilégio. Ele foi autorizado a entrar e sair fora do horário especificado.
A porta da cela de Epstein foi deixada destrancada e ele teve acesso à sala de advogados onde uma televisão foi instalada para ele, antes de ser transferido para a enfermaria anteriormente sem pessoal da Stockade. Ele trabalhou no escritório de uma fundação que havia criado pouco antes de se apresentar na cadeia; ele dissolveu depois de cumprir seu tempo. O Gabinete do Xerife recebeu 128 mil dólares da organização sem fins lucrativos de Epstein para pagar pelos custos dos serviços extras fornecidos durante o seu trabalho. Seu escritório era monitorado por "auxiliares autorizados" cujas horas extras eram pagas por Epstein. Eles foram obrigados a usar ternos e fizeram o check-in de "convidados recebidos" na "recepção". Mais tarde, o Gabinete do Xerife disse que esses registros de hóspedes foram destruídos de acordo com as regras de "retenção de registros" do departamento (embora inexplicavelmente os registros de visitantes da Stockade não fossem). Ele foi autorizado a usar seu próprio motorista para levá-lo entre a prisão e seu escritório e outros compromissos.

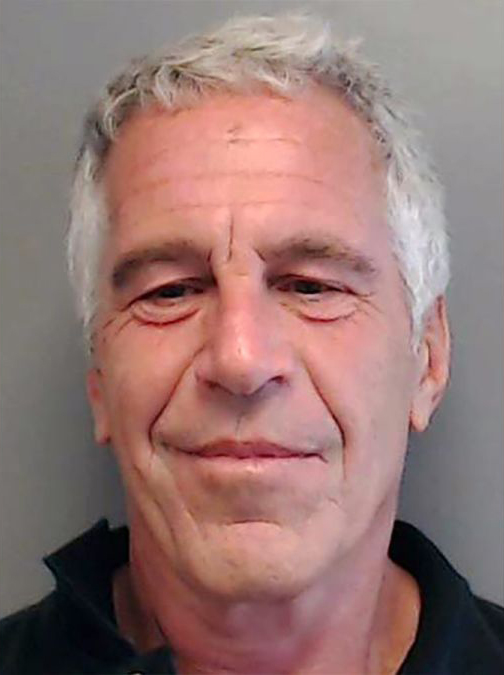
Epstein em 2013, fotografado para registro de agressores sexuais

Epstein cumpriu quase treze meses antes de ser libertado por um ano em liberdade condicional em prisão domiciliar até agosto de 2010. Enquanto estava em liberdade condicional, ele fez várias viagens em seu jato corporativo para suas residências em Manhattan e nas Ilhas Virgens Americanas. Ele teve permissão para fazer longas compras e passear em Palm Beach "para se exercitar".
Após uma audiência contestada em janeiro de 2011 e um recurso, ele permaneceu registrado em Nova Iorque como um criminoso sexual "nível três" (alto risco de reincidência), uma designação ao longo da vida. Naquela audiência, o promotor de Manhattan argumentou, sem sucesso, que o nível deveria ser reduzido a um "nível um" de baixo risco e foi repreendido pelo juiz. Apesar da oposição do advogado de Epstein de que ele tinha uma casa "principal" nas Ilhas Virgens Americanas, o juiz confirmou que ele pessoalmente deve entrar em contato com o Departamento de Polícia de Nova Iorque a cada noventa dias. Embora Epstein tenha sido um criminoso sexual registrado em nível três em Nova Iorque desde 2010, o Departamento de Polícia de Nova Iorque nunca aplicou o regulamento de noventa dias, embora a não conformidade seja um crime.

#### Reações
O acordo de imunidade e seu tratamento brando foram objeto de disputas públicas em andamento. O chefe de polícia de Palm Beach acusou o estado de lhe dar tratamento preferencial, e o Miami Herald disse que o advogado americano Acosta deu a Epstein "o acordo de uma vida". Após a prisão de Epstein em julho de 2019, por acusações de tráfico sexual, Acosta renunciou ao cargo de Secretário do Trabalho efetivamente em 19 de julho de 2019.
Depois que as acusações se tornaram públicas, várias pessoas e instituições devolveram doações recebidas de Epstein, incluindo Eliot Spitzer, Bill Richardson e o Departamento de Polícia de Palm Beach. A Universidade Harvard anunciou que não iria devolver nenhum dinheiro. Várias doações de caridade que Epstein fez para financiar a educação das crianças também foram questionadas.
Em 18 de junho de 2010, o ex-gerente da casa de Epstein, Alfredo Rodriguez, foi condenado a dezoito meses de prisão depois de ser condenado por uma acusação de obstrução por não entregar a polícia e, posteriormente, tentar vender, um jornal no qual ele havia registrado atividades de Epstein. A agente especial do FBI Christina Pryor analisou o material e concordou que eram informações "que teriam sido extremamente úteis para investigar e processar o caso, incluindo nomes e informações de contato de testemunhas materiais e vítimas adicionais".

### Casos civis

#### Jane Does v. Epstein(2008)
Em 6 de fevereiro de 2008, uma mulher anônima da Virgínia, conhecida como Jane Doe No. 2, entrou com uma ação civil de cinquenta milhões de dólares no tribunal federal contra Epstein, dizendo que quando tinha dezesseis anos de idade e menor de idade em 2004-05, ela foi "recrutada para fazer uma massagem em Epstein". Ela alega que foi levada para a mansão dele, onde ele se expôs e teve relações sexuais com ela, e pagou a ela duzentos dólares imediatamente depois.
Um processo semelhante de cinquenta milhões de dólares foi aberto em março de 2008 por uma mulher diferente, representada pelo mesmo advogado. Esses e vários processos semelhantes foram julgados improcedentes.
Todos os outros processos foram resolvidos por Epstein fora do tribunal. Epstein fez muitos acordos extrajudiciais com supostas vítimas.

#### Direitos das vítimas:Jane Does v. Estados Unidos(2014)
Em 30 de dezembro de 2014, uma ação civil federal foi ajuizada na Flórida por Jane Doe 1 (Courtney Wild) e Jane Doe 2 contra os Estados Unidos por violações da Lei dos Direitos das Vítimas de Crimes pelo ANPP do Departamento de Justiça dos Estados Unidos com Epstein e seu fundamento estadual de 2008. Mais tarde, houve um esforço mal sucedido de acrescentar Virginia Roberts (Jane Doe 3) e outra mulher (Jane Doe 4) como demandantes nesse caso. A adição acusou Alan Dershowitz de abusar sexualmente de uma menor, Jane Doe 3, fornecida por Epstein. As alegações contra Dershowitz foram contestadas pelo juiz e eliminadas do caso, porque ele disse que estavam fora da intenção do processo de reabrir o acordo. Um documento apresentado no tribunal alega que Epstein administrava um "anel de abuso sexual" e emprestava menores de idade a "políticos americanos proeminentes, poderosos executivos de negócios, presidentes estrangeiros, um conhecido primeiro-ministro e outros líderes mundiais".
Esse processo de longa data está pendente em um tribunal federal, com o objetivo de desobedecer o acordo federal, alegando que ele violou os direitos das vítimas. Em 7 de abril de 2015, o juiz Kenneth Marra decidiu que as alegações da suposta vítima Virginia Roberts contra o príncipe André não tinham influência no processo por supostas vítimas que tentavam reabrir o acordo de não-acusação de Epstein com o governo federal; o juiz ordenou que a alegação fosse retirada do registro. O juiz Marra não se pronunciou sobre se as alegações de Roberts são verdadeiras ou falsas. Embora ele não tenha permitido que Jane Does 3 e 4 ingresse no processo, Marra disse especificamente que Roberts poderá mais tarde dar provas quando o caso for a tribunal.
Em 21 de fevereiro de 2019, no caso das Duas Jane Does v. Estados Unidos, o juiz sênior do Tribunal Distrital dos Estados Unidos do Distrito Sul da Flórida, Kenneth Marra, disse que os promotores federais violaram a lei ao não notificar as vítimas antes de permitir que ele declarar-se culpado apenas das duas ofensas na Flórida. O juiz deixou em aberto qual poderia ser o remédio possível.

#### Virginia Roberts Giuffre v. Epstein(2015)
Em um processo no tribunal da Flórida em dezembro de 2014 por Bradley Edwards e Paul G. Cassell, pretendia ser incluído no processo da Lei dos Direitos da Vítima do Crime que Virginia Roberts Giuffre (então conhecida como Virginia Roberts) alegou em uma declaração juramentada de que, aos dezessete anos, ela foi traficada sexualmente por Epstein e Ghislaine Maxwell para uso próprio e para uso por vários outros, incluindo o príncipe André e o professor aposentado da Harvard Law School Alan Dershowitz. Giuffre também afirmou que Epstein, Maxwell e outros a abusaram física e sexualmente. Ela alegou que o FBI pode estar envolvido em um acobertamento. Ela disse que serviu como escrava sexual de Epstein de 1999 a 2002 e recrutou outras menores de idade. O príncipe André, Epstein e Dershowitz negaram ter feito sexo com Giuffre. Dershowitz tomou uma ação legal sobre as alegações. Giuffre entrou com um processo de difamação contra Dershowitz, alegando que ele propositadamente fez "declarações difamatórias falsas e maliciosas" sobre ela. Um diário supostamente pertencente a Giuffre foi publicado online. Epstein entrou em acordo extrajudicial com Giuffre, como havia feito em vários outros processos.
Em 2019, Giuffre foi entrevistada pelo Panorama da BBC, onde continuou atestando que Epstein a havia traficado para o príncipe André. Ela apelou diretamente ao público, afirmando: "Imploro às pessoas do Reino Unido que se levantem ao meu lado, que me ajudem a combater essa luta, que não aceitem isso como bom". Desde 2016, essas acusações não haviam sido julgadas em nenhum tribunal.

#### Virginia Roberts Giuffre v. Ghislaine Maxwell(2015)
Como resultado das alegações de Giuffre e dos comentários de Maxwell sobre eles, Giuffre processou Maxwell por difamação em setembro de 2015. Após muito confronto legal, o caso foi encerrado em maio de 2017. O Miami Herald, outras mídias e Alan Dershowitz entraram com pedido de documentos sobre o acordo não concretizado. Depois que o juiz indeferiu o pedido, o assunto foi levado ao Segundo Circuito de Cortes de Apelação dos Estados Unidos.
Em 11 de março de 2019, no apelo da recusa do juiz distrital de descolar os documentos relacionados ao acordo de difamação de 2017 de Giuffre v. Maxwell, o Segundo Circuito de Cortes deu às partes uma semana para fornecer uma boa causa do motivo pelo qual deveriam permanecer em sigilo , sem a qual eles não seriam lacrados em 19 de março de 2019. Mais tarde, a Corte ordenou que esses documentos não fossem lacrados (depois de redigidos para proteger partes inocentes). No testemunho de Giuffre, ela afirma que foi "orientada" por Maxwell a fazer massagens eróticas e se envolver em atividades sexuais com o príncipe André; Jean-Luc Brunel; Glenn Dubin; Marvin Minsky; o Governador Bill Richardson; outro príncipe sem nome; um presidente estrangeiro sem nome; "um conhecido primeiro ministro"; e uma proprietária de uma cadeia de hotéis sem nome da França, entre outras. O depoimento não afirma que nenhum desses homens tenha se envolvido com Giuffre e, até agosto de 2019, nenhum desses homens foi indiciado ou processado por crimes sexuais relacionados. Giuffre testemunhou: "toda a minha vida girava em torno de agradar a esses homens e manter Ghislaine e Jeffrey felizes. Toda a sua vida girava em torno do sexo".
Em 9 de agosto, menos de 24 horas antes da morte de Epstein, foram liberadas duas mil páginas de documentos previamente lacrados do caso. Dois conjuntos de documentos selados adicionais seriam analisados por um juiz federal para determinar se eles também devem ser tornados públicos. Um "John Doe" pediu ao juiz em 3 de setembro para manter permanentemente os documentos em segredo, alegando que "alegações de impropriedade não comprovadas" poderiam prejudicar sua reputação, embora ele não tivesse provas de que seu nome estava incluído.

#### Jane Doe v. Epstein e Trump(2016)
Uma ação federal movida na Califórnia em abril de 2016 contra Epstein e Donald Trump por uma mulher da Califórnia alegou que os dois homens a agrediram sexualmente em uma série de festas na residência de Epstein em Manhattan em 1994, quando ela tinha treze anos. A ação foi julgada improcedente por um juiz federal em maio de 2016 por não apresentar reivindicações válidas de acordo com a lei federal. A mulher entrou com outro processo federal em Nova Iorque em junho de 2016, mas foi retirado três meses depois, aparentemente sem ser julgado. Um terceiro processo federal foi aberto em Nova Iorque em setembro de 2016.[carece de fontes?]
Os dois últimos processos incluíam depoimentos de uma testemunha anônima que atestou as acusações nos processos, afirmando que Epstein a empregou para procurar menores de idade para ele, e uma pessoa anônima que declarou que o autor havia lhe contado sobre os ataques na época em que eles ocorreu. O autor, que havia se apresentado anonimamente como Jane Doe, estava programado para aparecer em uma entrevista coletiva em Los Angeles seis dias antes das eleições de 2016, mas cancelou abruptamente o evento; sua advogada, Lisa Bloom, afirmou que a mulher havia recebido ameaças. O processo foi arquivado em 4 de novembro de 2016. O advogado de Trump, Alan Garten, negou categoricamente as acusações, enquanto Epstein se recusou a comentar.

#### Sarah Ransome v. Epstein e Maxwell(2017)

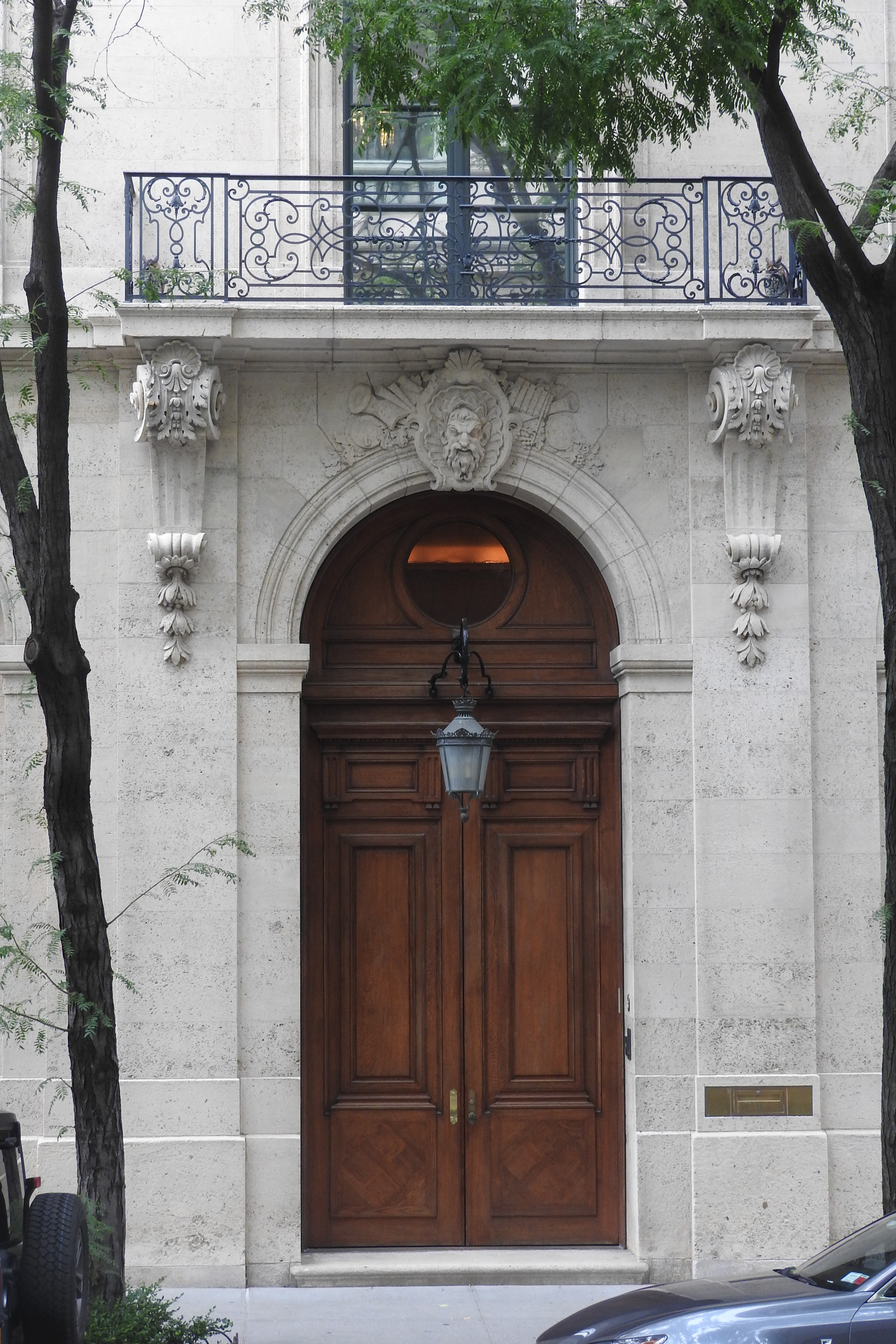
Epstein foi acusado de tráfico sexual de menores em sua mansão na 9 East 71st Street.

Em 2017, Sarah Ransome entrou com uma ação contra Epstein e Maxwell, alegando que Maxwell a havia contratado para fazer massagens em Epstein e mais tarde ameaçou machucá-la fisicamente ou destruir suas perspectivas de carreira se ela não cumprisse suas exigências sexuais em sua mansão em Nova Iorque e em sua ilha particular do Caribe, Little Saint James. O processo foi resolvido em 2018 em termos não divulgados.

#### Difamação de Bradley Edwards v. Epstein(2018)
Uma ação civil estadual na Flórida, movida pelo advogado Bradley Edwards contra Epstein, estava marcada para julgamento em dezembro de 2018. Esperava-se que o julgamento proporcionasse às vítimas sua primeira oportunidade de fazer suas acusações em público. No entanto, o caso foi resolvido no primeiro dia do julgamento, com Epstein se desculpando publicamente com Edwards; outros termos do acordo eram confidenciais.

#### Maria Farmer v. Epstein e Maxwell(2019)
Em 16 de abril de 2019, Maria Farmer tornou-se pública e apresentou uma declaração juramentada no Tribunal Federal de Nova Iorque, alegando que ela e sua irmã de quinze anos, Annie, foram agredidas sexualmente por Epstein e Maxwell em locais separados em 1996. A agricultora conheceu Epstein e Maxwell em sua recepção na Galeria de Arte de Pós-Graduação da Academia de Arte de Nova Iorque em 1995. No ano seguinte, no verão de 1996, eles a contrataram para trabalhar em um projeto de arte na mansão de Leslie Wexner em Ohio, onde ela foi abusada sexualmente. O fazendeiro relatou o incidente ao Departamento de Polícia de Nova Iorque e ao FBI.
A declaração de Farmer também afirmou que durante o mesmo verão, Epstein levou sua irmã de quinze anos para sua propriedade no Novo México, onde ele e Maxwell abusaram sexualmente dela em uma mesa de massagem.

#### Jennifer Araoz v. Epstein e Maxwell(2019)
Em 22 de julho de 2019, enquanto aguardava julgamento na prisão, Epstein recebeu uma petição referente a um processo civil estadual pendente movido por Jennifer Araoz. Ela afirmou que um associado da Epstein a recrutou do lado de fora da Talent Unlimited High School aos quatorze anos de idade e foi gradualmente preparada por mais de um ano antes de Epstein a estuprar em sua mansão em Nova Iorque aos quinze anos. Araoz entrou com uma ação em 14 de agosto de 2019, quando a lei do estado de Nova Iorque foi atualizada para permitir que um ano os sobreviventes adultos de abuso sexual de crianças processassem por crimes anteriores, independentemente de há quanto tempo o abuso ocorreu. Em outubro de 2019, Araoz alterou sua reclamação para incluir mais de vinte entidades corporativas associadas à Epstein e nomeou os indivíduos adicionais Lesley Groff e Cimberly Espinosa como facilitadores.

#### Katlyn Doe, et al. v. Propriedade de Epstein(2019)
Três mulheres (Katlyn Doe, Lisa Doe e Priscilla Doe) processaram a propriedade de Jeffrey Epstein em 20 de agosto de 2019. Duas das mulheres tinham dezessete anos e uma tinha vinte quando conheceram Epstein. As mulheres alegam que foram recrutadas, submetidas a atos sexuais indesejados e controladas por Epstein e uma "vasta empresa" de co-conspiradores.

#### Jane Doe v. Propriedade de Epstein(2019)
Uma acusadora de Epstein em Nova Iorque, conhecido apenas como Jane Doe, anunciou uma ação federal contra sua propriedade no Distrito Sul de Nova Iorque em 18 de setembro de 2019, afirmando que ela foi recrutada em 2002 e abusada sexualmente por Epstein por três anos a partir de quatorze anos.

#### Teresa Helm, et al. v. Propriedade de Epstein(2019)
Cinco mulheres (Teresa Helm, Annie Farmer, Maria Farmer, Juliette Bryant e uma mulher não identificada), representadas por David Boies, processaram a propriedade de Epstein no Tribunal do Distrito Federal em Manhattan em novembro de 2019, acusando-o de estupro, agressão e prisão falsa e buscando danos não especificados.

#### Jane Doe 15 v. Propriedade de Epstein(2019)
Em 18 de novembro de 2019, uma mulher identificada como Jane Doe 15 fez uma aparição pública com sua advogada Gloria Allred para anunciar que estava processando os bens de Jeffrey Epstein no Tribunal Distrital do Distrito Sul de Nova Iorque, alegando que ele manipulou, traficada e abusada sexualmente em 2004, quando tinha quinze anos.

#### Teala Davies v. Propriedade de Epstein(2019)
Em 21 de novembro de 2019, Teala Davies apareceu com sua advogada Gloria Allred e anunciou seu processo no tribunal federal de Manhattan contra a propriedade de Epstein. Davies afirmou que, depois de conhecer Epstein em 2002, ele a agrediu sexualmente e a traficou em Nova Iorque, Novo México, Flórida, Ilhas Virgens e França.

#### Jane Does 1-9 v. Propriedade de Epstein(2019)
Em 3 de dezembro de 2019, o advogado Jordan Merson entrou com uma ação em Nova Iorque em nome de nove acusadores anônimos (Jane Does 1-9) e contra o patrimônio de Epstein por agressão, agressão e sofrimento emocional intensivo. As reivindicações datam de 1985 a 2000 e incluem indivíduos que tinham treze, quatorze e quinze anos quando encontraram Epstein.

#### JJ Doe v. Propriedade de Epstein(2019)
O processo foi instaurado por Bradley Edwards em nome de seu cliente no final de dezembro de 2019. A acusadora, JJ Doe, é descrita como uma residente de quatorze anos de idade no Condado de Palm Beach na época em que Epstein a abusou em 2004.

#### Ilhas Virgens Americanas v. Propriedade de Epstein, et al.(2020)
Um processo foi instaurado no Tribunal Superior das Ilhas Virgens Americanas em janeiro de 2020, alegando que Epstein administrou uma conspiração de tráfico sexual por mais de duas décadas, até 2018, com crianças de até onze anos de idade nas ilhas do Caribe de Epstein. Segundo a procuradora-geral Denise George, suas supostas atividades criminosas nas ilhas foram ocultadas por uma complexa rede de empresas.

#### Jane Doe v. Propriedade de Maxwell e Epstein(2020)
Em janeiro de 2020, foi aberto um processo contra Maxwell e Epstein, alegando que eles recrutaram uma estudante de música de treze anos no Centro Interlochen de Artes em 1994 e a sujeitaram a abuso sexual. O processo afirma que Jane Doe foi agredida sexualmente repetidamente por Epstein durante um período de quatro anos e Maxwell desempenhou um papel fundamental tanto no recrutamento quanto na participação nos assaltos.

#### Jane Does v. Propriedade de Epstein (2020)
Em 9 de agosto de 2020, Jane Does abriram um processo acusando Epstein de abuso sexual. As supostas vítimas no processo incluem adolescentes de onze e treze anos e uma vítima que alegou abusos em 1975.

#### Jane Doe v. Propriedade de Epstein (2020)
Em agosto de 2020, Epstein foi processado por uma Jane Doe acusando-o de abusar sexualmente dela por um ano e meio, começando quando ela era uma aspirante a cantora e modelo de dezoito anos em Nova Iorque.

### Acusações de tráfico sexual
Em 6 de julho de 2019, Epstein foi preso pela Força-Tarefa de Crimes Contra Crianças do FBI-NYPD no Aeroporto de Teterboro em Nova Jérsia por acusações de tráfico sexual. Ele foi preso no Centro Correcional Metropolitano de Nova Iorque.
De acordo com testemunhas e fontes, no dia de sua prisão, cerca de uma dúzia de agentes do FBI arrombaram a porta de sua casa em Manhattan, a Herbert N. Straus, com mandados de busca. A busca em sua casa revelou evidências de tráfico sexual e também encontrou "centenas — e talvez milhares — de fotografias sexualmente sugestivas de mulheres totalmente — ou parcialmente — nuas". Algumas das fotos foram confirmadas como sendo de mulheres menores de idade. Em um cofre trancado, discos compactos foram encontrados com etiquetas manuscritas, incluindo as descrições: "Jovem [Nome] + [Nome]", "Misc nudes 1", e "Fotos de garotas nuas". Também foram encontrados no cofre setenta mil dólares em dinheiro, 48 diamantes, e um passaporte austríaco fraudulento, que expirou em 1987, que tinha a foto de Epstein, mas outro nome. O passaporte tinha vários carimbos de entrada e saída, incluindo carimbos de entrada que mostravam o uso do passaporte para entrar na França, Espanha, Reino Unido e Arábia Saudita na década de 1980. O passaporte mostrava seu local de residência como Arábia Saudita. De acordo com seus advogados, Epstein foi aconselhado a adquirir o passaporte porque "como um membro rico da fé judaica", ele corria o risco de ser sequestrado enquanto viajava para o exterior.
Em 8 de julho, promotores da Unidade de Corrupção Pública do Distrito Sul de Nova Iorque o acusaram de tráfico sexual e conspiração para traficar menores para fins sexuais. A acusação do grande júri alega que "dezenas" de meninas menores de idade foram trazidas para as mansões de Epstein para encontros sexuais. O juiz Kenneth Marra deveria decidir se o acordo de não acusação que protegeu Epstein das acusações mais sérias ainda deveria permanecer.

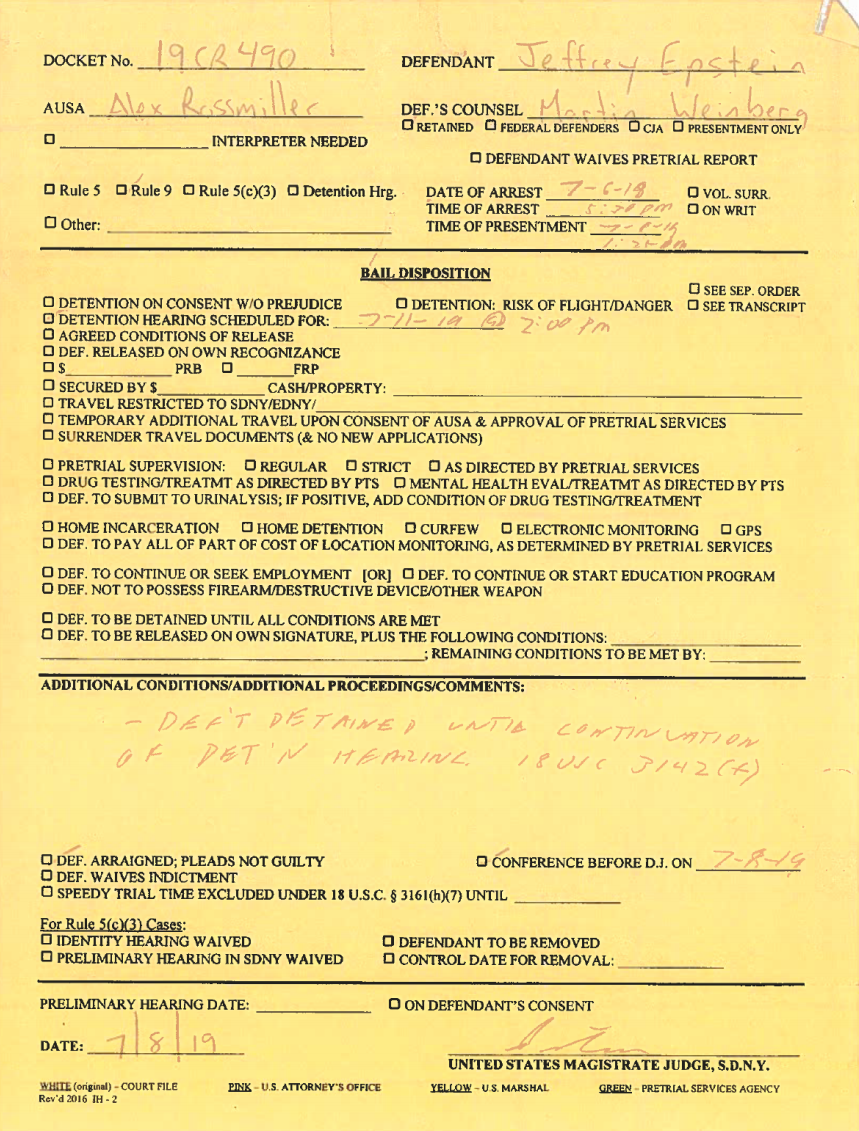
Documentação federal sobre negação da fiança de Jeffrey Epstein

Epstein pediu para ser libertado sob fiança, oferecendo cem milhões de dólares com a condição de que ele também se submetesse à prisão domiciliar em sua mansão em Nova Iorque. O juiz distrital dos EUA Richard M. Berman negou o pedido em 18 de julho, dizendo que Epstein representava um perigo para o público e um sério risco de fuga para evitar processos.
Em 29 de agosto de 2019, após a morte de Epstein vinte dias antes, o caso contra Epstein foi encerrado depois que o juiz Berman rejeitou todas as acusações de tráfico sexual. No entanto, ele também expressou apoio aos acusadores de Epstein. Os promotores se opuseram à decisão e declararam que iriam continuar uma investigação para potenciais co-conspiradores.

### Investigação na França
Em 23 de agosto de 2019, o gabinete do promotor em Paris, França, abriu uma investigação preliminar sobre Epstein. Ele está sendo investigado por estupro e agressão sexual a menores de quinze anos ou mais, associação criminosa com o objetivo de cometer crimes e associação com criminosos com o objetivo de cometer crimes. Os promotores disseram que o objetivo da investigação é encontrar possíveis crimes cometidos na França e em outros lugares contra cidadãos franceses.

## Vida pessoal
As namoradas anteriores de longa data associadas à Epstein incluem Eva Andersson-Dubin e a herdeira da publicação Ghislaine Maxwell. Epstein esteve romanticamente ligada a Andersson-Dubin por um período de onze anos nos anos 80 e os dois permaneceram amigáveis depois do casamento com Glenn Dubin. Epstein conheceu Ghislaine Maxwell, filha do magnata de mídia Robert Maxwell, em 1991. Epstein mandou Maxwell vir aos Estados Unidos em 1991 para se recuperar de sua dor após a morte de seu pai. Maxwell foi implicado por vários dos acusadores de Epstein como procuradores ou recrutadores de menores de idade, além de já ter sido namorada de Epstein. Em um depoimento de 2009, vários funcionários da casa de Epstein testemunharam que Maxwell tinha um papel central em sua vida pública e privada, referindo-se a ela como sua "namorada principal", que também cuidava da contratação, supervisão e demissão de funcionários a partir de 1992. Em 1995, Epstein renomeou uma de suas empresas, a Ghislaine Corporation, em Palm Beach, Flórida; a empresa foi dissolvida em 1998. Em 2000, Maxwell se mudou para uma casa de sete mil pés quadrados, a menos de dez quarteirões da mansão de Epstein em Nova Iorque. Este condomínio foi comprado por 4,95 milhões de dólares por uma empresa anônima de responsabilidade limitada, com um endereço que corresponde ao escritório da J. Epstein & Co. Representando o comprador, Darren Indyke, advogado de longa data de Epstein. Em uma exposição da Vanity Fair em 2003, Epstein se refere a Maxwell como "meu melhor amigo". Epstein era um conhecido de longa data do príncipe André e Tom Barrack, e participou de festas com muitas pessoas proeminentes, incluindo Bill Clinton, George Stephanopoulos, Donald Trump, Katie Couric, Woody Allen e Harvey Weinstein. Seus contatos incluíam Rupert Murdoch, Michael Bloomberg, Richard Branson, Michael Jackson, Alec Baldwin, Kennedys, Rockefellers e Rothschilds. Seus contatos também incluíram o primeiro-ministro israelense Ehud Barak, o primeiro-ministro britânico Tony Blair e o príncipe herdeiro da Arábia Saudita Mohammad bin Salman. Tanto Clinton quanto Trump alegaram que nunca visitaram a ilha de Epstein.
Epstein possuía um jato particular Boeing 727, com o qual viajava com frequência, registrando "600 horas de voo por ano [...] geralmente com convidados a bordo". O jato foi apelidado de Lolita Express pelos habitantes locais das Ilhas Virgens, por causa de suas chegadas frequentes em Little Saint James com mulheres aparentemente menores de idade. Em 2003, Epstein voou para Cuba a bordo de seu avião com o presidente colombiano Andrés Pastrana Arango a convite do presidente cubano Fidel Castro. Segundo Fabiola Santiago, do Miami Herald, Epstein provavelmente estava pensando em se mudar para Cuba para escapar da aplicação da lei nos EUA; Epstein estava sob investigação da polícia dos EUA na época. Em 2009, o irmão de Epstein, Mark, afirmou que Trump havia voado no avião de Epstein pelo menos uma vez. Mais tarde, ele disse ao The Washington Post que Trump voou "inúmeras vezes" no avião de Epstein, embora Mark estivesse presente apenas em um dos vôos. Segundo Michael Corcoran, Trump voou Epstein em seu próprio avião pelo menos uma vez. Em setembro de 2002, Epstein levou Clinton, Kevin Spacey e Chris Tucker para a África neste jato. Os registros de voo obtidos em 2016 mostram que Bill Clinton voou 27 vezes para pelo menos uma dúzia de locais internacionais. Os registros de voo não listaram nenhum detalhe do Serviço Secreto em pelo menos cinco vôos, em uma viagem à Ásia, e o Serviço Secreto afirmou que não há evidências de que o ex-presidente faça uma viagem à ilha privada de Epstein. Em 2019, um porta-voz de Clinton afirmou que, em 2002 e 2003, Clinton fez quatro viagens no avião de Epstein, fazendo paradas em três continentes, todos com sua equipe e detalhes do Serviço Secreto. Na época da prisão de Epstein em 2019, a porta-voz de Clinton, Angel Ureña, declarou que Clinton "não falava com Epstein há mais de uma década e nunca esteve em Little St. James Island, a fazenda de Epstein no Novo México ou sua residência na Flórida".
Em um perfil de Epstein na revista New York em 2002, o ex-líder do Senado Democrata George J. Mitchell disse sobre Epstein: "Certamente o chamaria de amigo e apoiador". No mesmo artigo, Donald Trump comentou: "Conheço Jeff há quinze anos. Cara incrível. Ele é muito divertido de se estar. Dizem até que ele gosta de mulheres bonitas tanto quanto eu e de muitas delas. estão no lado mais jovem. Sem dúvida: Jeffrey desfruta de sua vida social". Em julho de 2019, Trump disse: "Eu o conhecia como todo mundo em Palm Beach o conhecia", afirmando quatro vezes que ele não era "fã" de Epstein e que ele não falava com ele há quinze anos. Um vídeo gravado em 1992 apareceu mostrando os dois homens festejando juntos em Mar-a-Lago. Em 2007, Trump supostamente proibiu Epstein de seu clube Mar-a-Lago por perseguição indecorosa de mulheres jovens. A alegação de proibição foi incluída em documentos judiciais apresentados pelo advogado Bradley Edwards, embora Edwards mais tarde tenha dito que era um boato que ele tentou, mas não pôde confirmar.
Bill Clinton elogiou Epstein como "um filantropo comprometido" com "insights e generosidade". Na época, Epstein fazia parte do conselho da Universidade Rockefeller, membro da Comissão Trilateral e do Conselho de Relações Exteriores, e era um dos principais doadores da Universidade Harvard.
Epstein visitou a Casa Branca enquanto Clinton era presidente em quatro ocasiões conhecidas. Em 1993, ele foi a um evento de doadores na Casa Branca com sua companheira Ghislaine Maxwell. Na mesma época, ele também se encontrou com o assessor do presidente Clinton, Mark Middleton, em pelo menos três ocasiões na Casa Branca. Em 1995, a financista Lynn Forester discutiu "Jeffrey Epstein e estabilização da moeda" com Clinton. Epstein, de acordo com suas próprias contas, estava fortemente envolvido no mercado cambial e negociava grandes quantidades de dinheiro no mercado de forex não regulamentado. Em 1995, Epstein também participou de um pequeno jantar político para Bill Clinton, que incluiu quatorze outras pessoas, como Ron Perelman, Don Johnson, Jimmy Buffett e o organizador do jantar Paul Prosperi.
Entre os anos 1990 e meados dos anos 2000, Epstein frequentemente socializou com o futuro presidente Donald Trump. O autor Michael Wolff escreveu que Trump, Epstein e Tom Barrack eram na época como um "conjunto de mosqueteiros da vida noturna" na cena social. Epstein e Trump socializaram tanto em Nova Iorque quanto em Palm Beach, onde ambos tinham casas. Em abril de 2003, a revista New York informou que Epstein organizou um jantar em sua residência em Manhattan para homenagear Bill Clinton, que não compareceu, embora Trump tenha comparecido. De acordo com o The Washington Post, uma pessoa que conheceu Epstein e Trump durante esse período observou que "eles eram justos" e "eles eram companheiros de ala um do outro". Em novembro de 2004, a amizade de Epstein e Trump teve problemas quando se envolveram em uma guerra de lances por uma mansão de quarenta milhões de dólares, a Maison de L'Amitie, que estava sendo leiloada em Palm Beach. Trump venceu o leilão por 41 milhões de dólares e vendeu com sucesso a propriedade quatro anos depois por 95 milhões de dólares ao bilionário russo Dmitry Rybolovlev. Esse mês foi a última vez que Epstein e Trump foram registrados para interagir.

### Riqueza

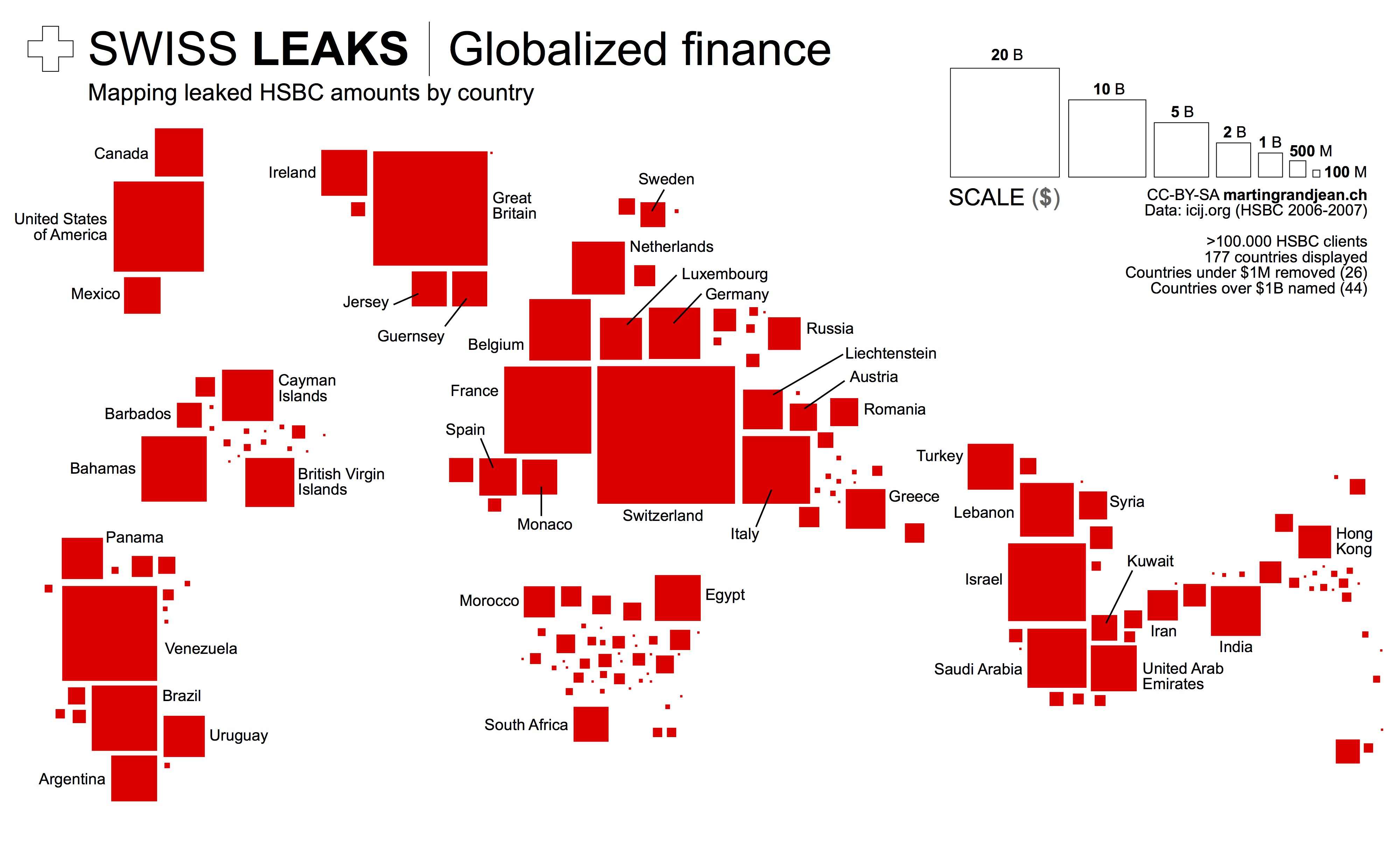
Arquivos da Swiss Leaks indicam que Epstein tinha milhões armazenados em contas offshore. O mapa mostra a extensão global dos correntistas nos arquivos vazados.

A origem exata da riqueza de Epstein é desconhecida. Leslie Wexner era uma fonte da riqueza original de Epstein. Um assistente de Epstein também afirmou que começou sua fortuna com Robert Maxwell, o magnata da mídia e pai de Ghislaine Maxwell.
Quando Epstein se declarou culpado em 2008 por solicitar e adquirir prostituição, seus advogados afirmaram que ele era um bilionário com um patrimônio líquido superior a um bilhão de dólares. Várias fontes, no entanto, questionaram a extensão da riqueza de Epstein e seu status de bilionário. Segundo um artigo do The New York Times, sua "fortuna pode ser mais ilusão do que fato". Epstein perdeu "grandes somas de dinheiro" na crise financeira de 2008 e "amigos e clientes", incluindo o bilionário Leslie Wexner, "o abandonou" após se declarar culpado de prostituição em 2008. A revista New York afirmou que "há poucas provas" dos "bona fides financeiros" de Epstein, e a Forbes também publicou um artigo intitulado "Por que o criminoso sexual Jeffrey Epstein não é um bilionário".
Spencer Kuvin, advogado de três das supostas vítimas de Epstein no caso em que Epstein se declarou culpado de atividade sexual com menores de idade, afirmou que "ele e sua equipe tentaram todos os ângulos possíveis' para descobrir o patrimônio líquido de Epstein, mas descobriram muito de sua riqueza é offshore". Uma investigação do Miami Herald sobre os documentos da Swiss Leaks indicou que Epstein tinha várias contas financeiras com milhões de dólares em paraísos fiscais no exterior. No Paradise Papers, os registros mostraram que Epstein, em fevereiro de 1997, tornou-se cliente da Appleby, um escritório de advocacia sediado nas Bermudas, especializado na criação de empresas offshore e veículos de investimento para os ultrarricos. Um perfil de cliente de Epstein descreveu seu trabalho enigmaticamente como o "Gestor da Fortuna".
Os promotores federais em 12 de julho de 2019 declararam em documentos judiciais que, com base em registros de uma instituição financeira, Jeffrey Epstein era "extravagantemente rico" e possuía ativos no valor de pelo menos quinhentos milhões de dólares e ganhava mais de dez milhões de dólares por ano. A extensão de sua riqueza, no entanto, não era conhecida, pois ele não havia preenchido uma declaração financeira para seu pedido de fiança. De acordo com a Bloomberg News, "Hoje, tão pouco se sabe sobre os negócios ou clientes atuais de Epstein que as únicas coisas que podem ser valorizadas com alguma certeza são suas propriedades". O Miami Herald, na investigação dos documentos da Paradise Papers e Swiss Leaks, concluiu que a riqueza de Epstein provavelmente está espalhada secretamente pelo mundo.

### Residências

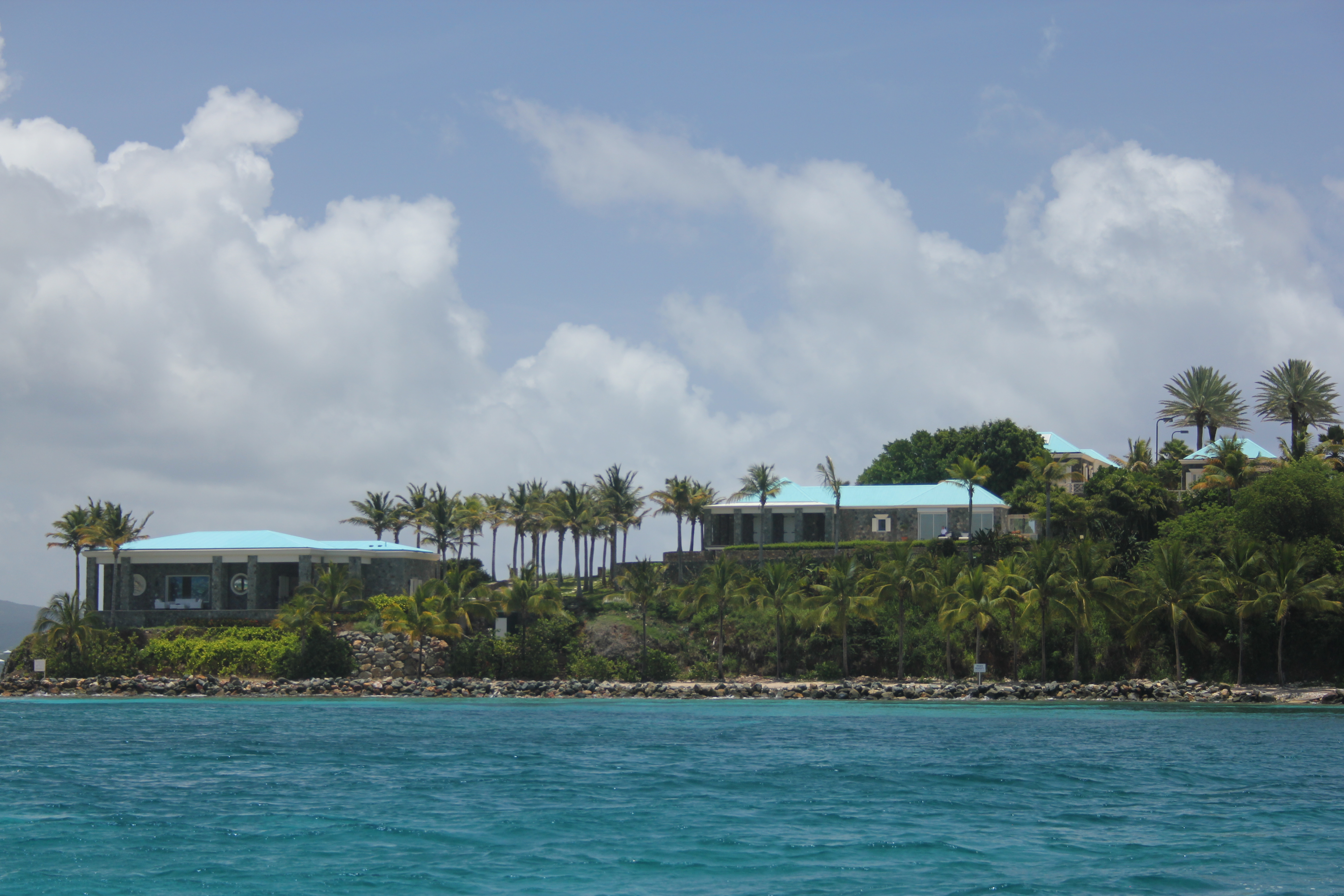
Ilha privada de Epstein de Little St. James nas Ilhas Virgens Americanas

Epstein era dono da Casa Herbert N. Straus, na 9 East 71st Street, no Upper East Side de Manhattan, em Nova Iorque. Foi originalmente comprado por 13,2 milhões de dólares em 1989 pelo mentor de Epstein, Les Wexner, que o renovou completamente. Epstein se mudou para a mansão em 1995, depois que Wexner se casou e se mudou com sua esposa para Columbus, Ohio, para criar sua família. Ele tomou posse total da mansão em 1998, quando pagou a Wexner vinte milhões de dólares por ela. A casa foi avaliada em 2019 pelos promotores federais em 77 milhões de dólares, enquanto a cidade avaliou seu valor em 56 milhões de dólares. A mansão é supostamente a maior residência privada de Manhattan, com dois mil metros quadrados. Escondida embaixo de um lance de escadas, há um banheiro revestido de chumbo equipado com seus próprios circuitos fechados de televisão e um telefone, ambos escondidos em um armário embaixo da pia. A casa também possui calçada aquecida para derreter a neve. O salão de entrada está alinhado com fileiras de globos oculares protéticos, emoldurados individualmente, feitos na Inglaterra para soldados feridos.
As outras propriedades do financiador incluem uma residência em Palm Beach, Flórida, comprada em 1990; sete unidades em um prédio de apartamentos perto do Arco do Triunfo na 22 Avenue Foch em Paris, França; um rancho de trinta quilômetros quadrados chamado Zorro, perto de Stanley, Novo México, comprado em 1993; uma ilha particular perto de Saint Thomas, nas Ilhas Virgens Americanas, chamada Little Saint James, que inclui uma mansão e pousadas, compradas em 1998; e a ilha vizinha de Great Saint James comprada em 2016. Epstein estava construindo um complexo neste último, incluindo um anfiteatro e "escritório e piscina submarinos", mas teve problemas quando uma ordem de parada foi emitida no final de 2018; o trabalho continuou apesar da ordem.
Epstein, antes de sua última casa em Manhattan, morava em uma espaçosa casa urbana, que era um antigo prédio do governo iraniano que havia sido tomado pelo Departamento de Estado durante a Revolução Iraniana, na 34 East 69th Street por uma taxa de quinze mil dólares por mês a partir de 1992 até 1995. Ele também possuía uma mansão nos arredores de Columbus, Ohio, perto da casa de Wexner, de 1992 a 1998, que ele comprou de seu mentor. Antes da compra da casa de Herbert Straus, Wexner comprou em 1988 a casa adjacente na 11 East 71st Street. Como no caso da casa da 9 East 71st Street, Epstein estava na escritura da casa da 11 East 71st Street como administrador. A moradia foi vendida em 1996 para o Comet trust, que detém parte dos ativos da família de Gunzburg/Bronfman.
Epstein alugou escritórios para seus negócios nas Casas Villard, na 457 Madison Avenue. Steven Hoffenberg criou originalmente os escritórios de Epstein em 1987, quando estava consultando a Towers Financial. Epstein usou esses escritórios até pelo menos 2003. Nessa época, Michael Wolff viu o financista em seu escritório, que no passado eram os escritórios da Random House. Wolff observou que os escritórios de Epstein eram um lugar estranho, que não tinha um clima corporativo. Wolff afirmou que os escritórios eram "quase europeus. É antigo — antiquado, sem reabilitação". Wolff continuou que "o pregão está cheio de homens em yarmulkes. Quem são eles, não tenho ideia. Eles são como um retrocesso, um monte de homens dos anos cinquenta. Então aqui está Jeffrey neste escritório incrivelmente bonito, com peças de arte e vista para o pátio, e ele parece o cara mais relaxado do mundo. Você quer dizer 'O que está acontecendo aqui?' e ele lhe dá aquele sorriso de Cheshire".
Epstein alugou várias unidades de apartamentos para seus funcionários, modelos e convidados desde os anos 90 na 301 East 66th Street. A maioria do complexo de apartamentos neste endereço é de propriedade da Ossa, de propriedade do irmão de Jeffrey Epstein, Mark, que comprou o complexo no início dos anos 90 da Wexner. Ao longo dos anos, Epstein abrigou diferentes amigos na 11 East 71st Street, incluindo sua ex-namorada Eva Andersson, que agora é casada com sua amiga dos fundos de cobertura Glenn Dubin, Jean-Luc Brunel, fundador do MC2 Models, e em ocasiões o ex-primeiro-ministro israelense Ehud Barak. Ele abrigou alguns de seus trabalhadores, incluindo seu piloto, governanta e equipe de trabalho de escritório, no complexo de apartamentos. Epstein também abrigou menores de idade, que Brunel procurou por sua agência de modelos MC2. Em 6 de agosto de 2012, um modelo e promotor de festas associado ao MC2, Pedro Gaspar, que morava acima de outro local da agência de modelos em Manhattan, morreu do que alguns consideram uma overdose suspeita de drogas.

### Doações políticas
De 1989 a 2003, Epstein doou mais de 139 mil dólares a candidatos e comitês federais do Partido Democrata dos Estados Unidos e mais de dezoito mil dólares a candidatos e grupos do Partido Republicano dos Estados Unidos.
Epstein contribuiu com cinquenta mil dólares para a bem-sucedida campanha do democrata Bill Richardson para governador do Novo México em 2002 e novamente por sua bem-sucedida candidatura à reeleição em 2006. Também naquele ano, ele contribuiu com quinze mil dólares para a bem-sucedida campanha do democrata Gary King para o procurador-geral do Novo México. Mais tarde, ele contribuiu com 35 mil dólares para a campanha malsucedida de King em 2014 pelo governador. Outras contribuições no Novo México incluem dez mil dólares de Epstein para a campanha de Jim Baca para se tornar chefe da comissão de terras e dois mil dólares para a candidatura do xerife do condado de Santa Fe Jim Solano à reeleição. Em 2010, Epstein recebeu um aviso do Departamento de Segurança Pública do Novo México, que dizia: "Você não precisa se registrar [como criminoso sexual] no estado do Novo México". Isso contrariava a lei federal, que parecia dizer que a condenação na Flórida exigia que ele se registrasse no Novo México.

### Filantropia

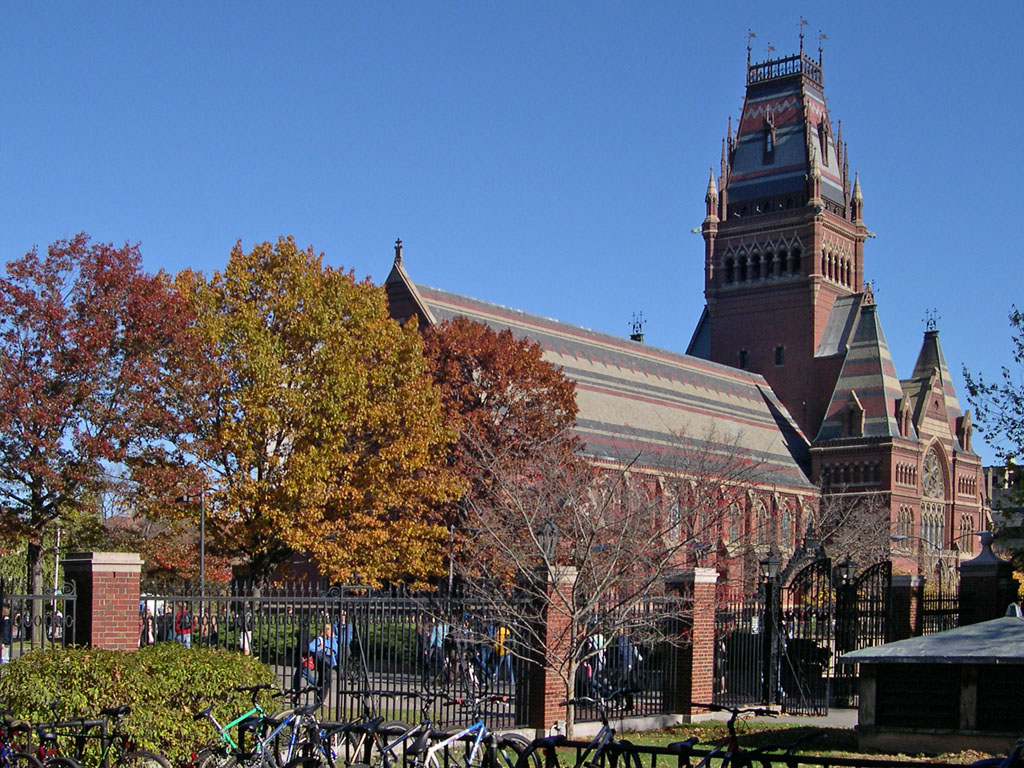
Epstein doou milhões de dólares para a Universidade Harvard ao longo dos anos por diferentes causas

Em 1991, Epstein foi um dos quatro doadores que prometeu arrecadar dois milhões de dólares para um estudante da Hillel que construiu o Rosovsky Hall na Universidade Harvard. Em 2000, Epstein estabeleceu a Jeffrey Epstein VI Foundation, que financia pesquisa científica e educação. Antes de 2003, a fundação financiou a pesquisa de Martin Nowak no Instituto de Estudos Avançados de Princeton, Nova Jérsia. Em maio de 2003, Epstein prometeu uma série de doações no total de trinta milhões de dólares para criar um programa de biologia matemática e dinâmica evolutiva em Harvard, administrado por Martin Nowak. Segundo o The Boston Globe, o valor real recebido de Epstein foi de 6,5 milhões de dólares. Em 2019, a Forbes excluiu um artigo de 2013 que chamou Epstein de "um dos maiores apoiadores da ciência de ponta", depois que o New York Times revelou que seu autor, Drew Hendricks, recebeu seiscentos dólares para enviá-lo falsamente como seu.
Segundo o advogado Gerald B. Lefcourt, Epstein era "parte do grupo original que concebeu a Clinton Global Initiative". Epstein co-organizou um evento científico com o ilusionista e cético Al Seckel, chamado Mindshift Conference. A conferência ocorreu em 2010 na ilha particular de Epstein, Little Saint James. Estiveram presentes os cientistas Murray Gell-Mann, Leonard Mlodinow e Gerald Sussman.
A verdadeira extensão das doações de Epstein é desconhecida. A Jeffrey Epstein VI Foundation não divulga informações que outras instituições de caridade costumam divulgar. Preocupações foram levantadas com essa falta de transparência. Em 2015, foi relatado que o Procurador Geral de Nova Iorque estava tentando obter informações, mas foi recusado, pois as instituições de caridade eram baseadas fora do estado e não foram solicitadas no estado de Nova Iorque. Epstein, além de fazer doações através da Jeffrey Epstein VI Foundation, também fez várias doações através de suas três instituições de caridade: Epstein Interest, COUQ Foundation e Gratitude American Ltd. De acordo com registros fiscais federais, Epstein doou trinta milhões de dólares entre 1998 e 2018, através dessas três instituições de caridade. Após sua morte, vários cientistas e instituições (principalmente a Universidade Harvard) foram criticados por aceitar dinheiro de Epstein e sua fundação, com algumas pessoas se oferecendo para doar dinheiro doado por Epstein. Em abril 2020, uma recopilaçao exaustiva das doações científicas documentadas de Epstein foi publicada em forma de ranking universitario satírico, o JER™ (Jeffrey Epstein Ranking of University Funding).

### Interesse em eugenia e transumanismo
Segundo várias fontes, Epstein, começando no início dos anos 2000, mostrou um forte interesse em melhorar a raça humana através da engenharia genética e da inteligência artificial, incluindo o uso de seu próprio esperma. Ele se dirigiu à comunidade científica em vários eventos e ocasiões e comunicou seu fascínio pela eugenia. Foi relatado em agosto de 2019 que Epstein planejava "semear a raça humana com seu DNA", engravidando até vinte mulheres por vez, usando seu complexo do Novo México como um "rancho de bebês", onde as mães dariam à luz a sua prole. Ele defendia a criônica e sua própria versão idiossincrática do transumanismo, e dissera que pretendia ter o pênis e a cabeça congelados.
Kathleen Hall Jamieson, diretora do Centro Annenberg de Políticas Públicas da Universidade da Pensilvânia, disse: "Os cientistas precisam de financiamento para um trabalho importante [...] se o financiamento é para um trabalho científico legítimo, não há nada de errado em aceitar o apoio de um bilionário. estaria errado os cientistas aceitarem seu financiamento se estivessem cientes de que ele estava planejando um experimento de eugenia que pudesse tirar legitimidade de sua associação com eles". O professor George Church também se desculpou publicamente por conhecer Epstein após sua sentença de treze meses, dizendo: "Deveria haver mais conversas sobre, deveríamos estar fazendo isso, deveríamos ajudar esse cara? Havia muita visão em túnel nerd".

## Morte

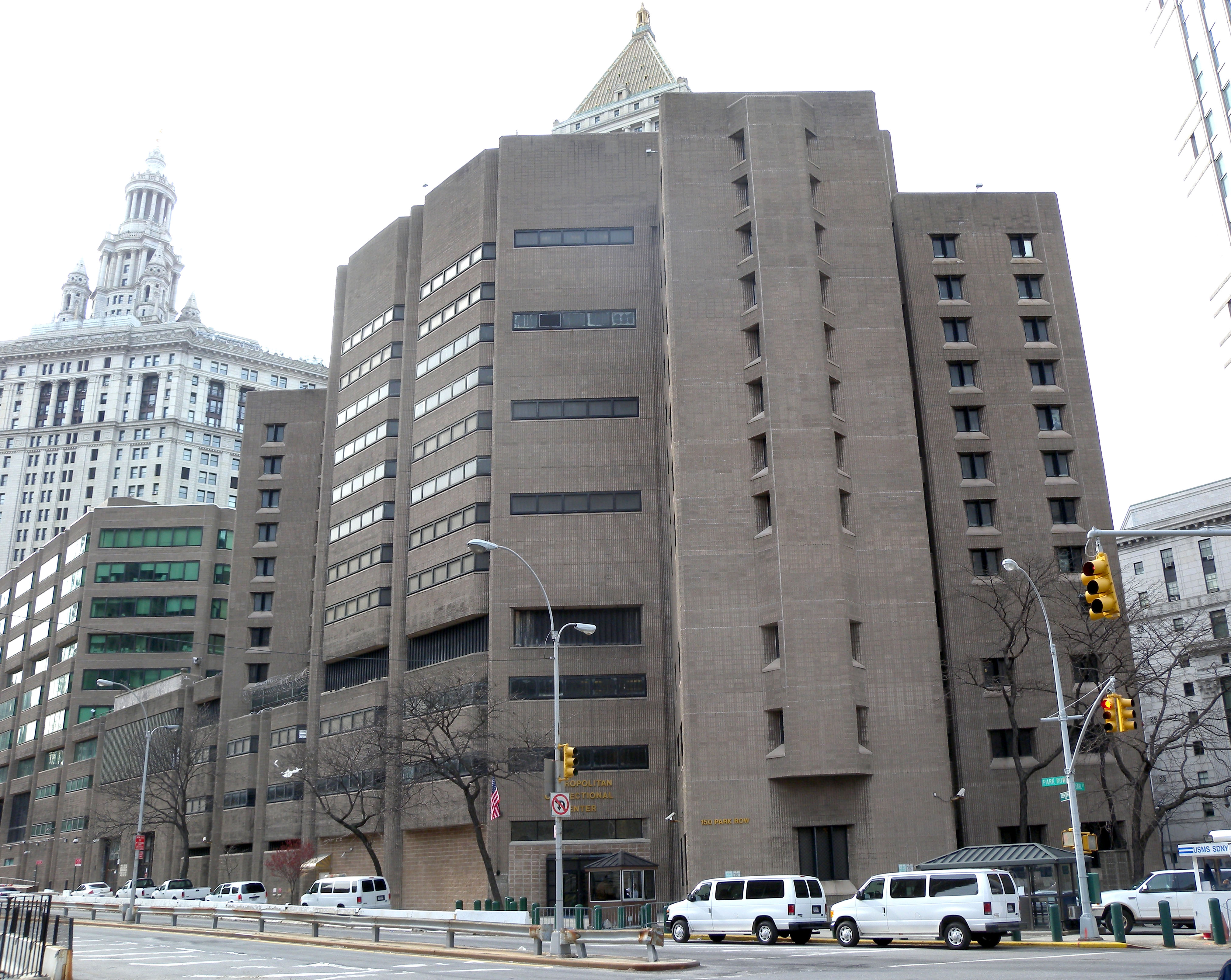
No momento de sua morte, Epstein estava detido no Centro Correcional Metropolitano, aguardando julgamento por tráfico sexual.

Em 23 de julho de 2019, Epstein foi encontrado ferido e semiconsciente às 1h30 no chão de sua cela, com marcas no pescoço. Seu companheiro de cela, o ex-policial de Nova Iorque Nicholas Tartaglione, que aguardava julgamento por quatro acusações de assassinato, foi questionado sobre a condição de Epstein. Ele negou ter qualquer conhecimento do que aconteceu. Epstein disse acreditar que foi atacado por seu companheiro de cela, enquanto a equipe correcional suspeitava de tentativa de suicídio. De acordo com a NBC News, duas fontes disseram que Epstein pode ter tentado se enforcar, uma terceira disse que os ferimentos não eram graves e poderiam ter sido forjados, e uma quarta fonte disse que uma agressão de seu companheiro de cela não foi descartada. Após esse incidente, ele foi colocado em vigilância suicida. Seis dias depois, em 29 de julho de 2019, Epstein foi retirado da vigilância de suicídio e colocado em uma unidade habitacional especial com outro preso. Os associados próximos de Epstein disseram que ele estava de "bom humor".
Quando Epstein foi colocado na unidade habitacional especial, a prisão informou ao Departamento de Justiça que ele teria um companheiro de cela e que um guarda examinaria a cela a cada trinta minutos. Esses procedimentos não foram seguidos na noite de sua morte. Em 9 de agosto de 2019, o companheiro de cela de Epstein foi transferido, mas ninguém ocupou seu lugar. No final da noite, ao contrário do procedimento normal da prisão, Epstein não foi verificado a cada trinta minutos. Os dois guardas que foram designados para verificar sua unidade prisional naquela noite adormeceram e não o verificaram por cerca de três horas; os guardas falsificaram registros relacionados. Duas câmeras na frente da cela de Epstein também funcionaram mal naquela noite.
Epstein foi encontrado morto em sua cela no Centro Correcional Metropolitano (CCM) de Nova Iorque às 6h30 EDT em 10 de agosto de 2019. O Bureau of Prisons disse que medidas de salvamento foram iniciadas imediatamente após a descoberta. do corpo de Epstein. Os socorristas foram chamados e ele foi levado para um hospital. Em 10 de agosto de 2019, o Bureau of Prisons e o procurador-geral dos Estados Unidos, William Barr, consideraram a morte um aparente suicídio, embora nenhuma determinação final tenha sido feita. As circunstâncias que levaram à sua morte estão sendo investigadas pelo Departamento de Justiça dos Estados Unidos.

### Autópsia
Em 11 de agosto de 2019, foi realizada uma autópsia. Parecia provável que Epstein tivesse se jogado violentamente do beliche superior da cela, o que explicaria os danos que sofreu, além do estrangulamento. O resultado preliminar da autópsia constatou que Epstein sofreu várias fraturas nos ossos do pescoço. Entre os ossos quebrados no pescoço de Epstein estava o osso hioide. Essas fraturas do osso hioide podem ocorrer em pessoas que se enforcam, mas são mais comuns em vítimas de homicídio por estrangulamento. Um estudo de 2010 encontrou hioides quebrados em 25% dos casos de enforcamento. Um estudo maior realizado de 2010 a 2016 encontrou danos no hioide em apenas 16 de 264, ou seis por cento, dos casos de enforcamento. As fraturas do osso hioide tornam-se mais comuns com a idade, pois os ossos se tornam mais frágeis. O patologista forense Cyril Wecht observou que pendurar inclinando-se para a frente não resultaria em ossos cervicais quebrados.
Em 16 de agosto de 2019, Barbara Sampson, legista de Nova Iorque, considerou a morte de Epstein um suicídio por enforcamento. A legista, de acordo com o advogado de defesa de Epstein, viu apenas nove minutos de filmagem de uma câmera de segurança para ajudá-la a chegar a sua conclusão. Os advogados de defesa de Epstein não ficaram satisfeitos com a conclusão da médica legista e estavam conduzindo sua própria investigação independente sobre a causa da morte de Epstein, inclusive tomando medidas legais, se necessário, para ver as principais imagens da câmera perto de sua cela durante a noite de sua morte. Os advogados de Epstein disseram que as evidências sobre a morte de Epstein eram "muito mais consistentes" com assassinato do que com suicídio. Michael Baden, um patologista independente contratado pelo espólio de Epstein observou a autópsia. Em outubro de 2019, Baden disse que Epstein sofreu vários ferimentos — entre eles um osso quebrado no pescoço — que "são extremamente incomuns em enforcamentos suicidas e podem ocorrer muito mais comumente em estrangulamento homicida". Baden acredita que as evidências apontam para homicídio em vez de suicídio.

### Último desejo
Em 18 de agosto de 2019, foi relatado que Jeffrey Epstein assinou seu último desejo e testamento em 8 de agosto de 2019, duas semanas após ser encontrado ferido em sua cela e dois dias antes de sua morte. Até esse momento, Epstein havia depositado dinheiro nas contas de outros detentos para evitar ataques. A assinatura do testamento foi testemunhada por dois advogados que o conheciam. O testamento nomeou dois funcionários de longa data como executores e imediatamente doou todos os seus bens, e quaisquer bens restantes em sua propriedade, a uma relação de confiança.

### Enterro
Após a autópsia, o corpo de Epstein foi reivindicado por um "associado não identificado", revelado mais tarde como seu irmão, Mark. Em 5 de setembro, o corpo de Epstein foi enterrado em um túmulo não marcado próximo aos de seus pais no cemitério I. J. Morris Star of David em Palm Beach, na Flórida. Os nomes de seus pais também foram removidos da lápide para evitar vandalismo.

### Investigações
O procurador-geral Barr ordenou uma investigação do Inspetor-Geral do Departamento de Justiça, além da investigação do Federal Bureau of Investigation, dizendo que estava "horrorizado" com a morte de Epstein sob custódia federal. Dois dias depois, Barr disse que houve "sérias irregularidades" no tratamento de Epstein pela prisão, prometendo "chegaremos ao fundo do que aconteceu e haverá responsabilização."
Em 14 de agosto de 2019, o juiz do tribunal federal de Manhattan, Richard M. Berman, que supervisionava o caso criminal de Epstein, escreveu ao diretor do Centro Correcional Metropolitano, Lamine N'Diaye, perguntando se uma investigação sobre o aparente suicídio do milionário incluiria uma investigação sobre seu lesões anteriores (23 de julho). O juiz Berman escreveu que, até onde sabe, nunca foi definitivamente explicado o que eles concluíram sobre o incidente.
O presidente nacional do Conselho de Prisioneiros Locais C-33, E.O. Young, afirmou que as prisões "nunca podem impedir quem insiste em se matar". Entre 2010 e 2016, cerca de 124 presos se mataram enquanto estavam sob custódia federal, ou cerca de vinte prisioneiros por ano, de uma população carcerária de 180 mil. O suicídio de presidiário relatado anteriormente nas instalações do CCM em Manhattan foi em 1998. O líder sindical Young disse que não estava claro se havia um vídeo do enforcamento de Epstein ou observações diretas de funcionários da prisão. Ele disse que, embora as câmeras sejam onipresentes na instalação, ele não acredita que o interior das celas dos internos esteja ao alcance delas. Young disse que os dirigentes sindicais há muito levantam preocupações em relação ao pessoal, já que o governo Trump impôs um congelamento de contratações e cortes orçamentários no Federal Bureau of Prisons (BOP), acrescentando que "tudo isso foi causado pelo governo."
O presidente Serene Gregg, da Federação Americana de Funcionários do Governo Local 3148, afirmou que o CCM está operando com menos de setenta por cento dos agentes penitenciários necessários, forçando muitos a trabalharem horas extras obrigatórias e semanas de trabalho de sessenta a setenta horas.  Em depoimento anterior ao Congresso, o procurador-geral Barr admitiu que o BOP estava com déficit de cerca de quatro a cinco mil funcionários. Ele havia suspendido o congelamento de contratações e trabalhava para recrutar novos oficiais em número suficiente para substituir os que haviam deixado o cargo.
Os advogados de Epstein pediram ao juiz Berman que investigasse a morte de seu cliente, alegando que poderiam fornecer evidências de que o incidente que resultou em sua morte era "muito mais consistente com agressão" do que suicídio.
Uma semana depois de ter assinado seu testamento final, foi relatado que pelo menos uma câmera no corredor do lado de fora da cela de Epstein tinha imagens inutilizáveis, embora outras imagens utilizáveis foram gravadas na área. Duas câmeras com defeito na frente da cela de Epstein foram enviadas para um laboratório criminal do FBI para exame. Os promotores federais intimaram até vinte agentes penitenciários sobre a causa da morte de Epstein.
Em 19 de novembro de 2019, promotores federais em Nova Iorque acusaram os guardas do Centro Correcional Metropolitano, Michael Thomas e Tova Noel, de criar registros falsos e de conspiração, depois que imagens de vídeo obtidas pelos promotores revelaram que Epstein, contra o regulamento, estava em sua cela sem ser verificado por oito horas antes de ser encontrado morto.
Em 22 de maio de 2021, os dois guardas admitiram que falsificaram os registros, mas foram poupados de qualquer tempo atrás das grades por acordo com promotores federais. Como parte de um acordo de adiamento da acusação, em 25 de maio, os dois policiais se declararam culpados de falsificação de registros e conspiração para fraudar os Estados Unidos. Eles foram condenados a seis meses de liberdade de supervisão e serão obrigados a realizar cem horas de serviço comunitário.

## Na cultura popular
A morte de Epstein se tornou um meme popular, conhecido como Epstein didn't kill himself. Em 2019, o canal HBO deu início ao desenvolvimento de uma minissérie sobre a vida e a morte de Epstein, dirigida e produzida por Adam McKay. Na mesma época, a Sony Pictures Television também começou a desenvolver minisséries sobre a vida de Epstein. No final da quarta temporada da série da CBS, The Good Fight, o enredo gira em torno da morte de Epstein. A série de documentários da Netflix Jeffrey Epstein: Filthy Rich estreou em maio de 2020. O documentário da Lifetime, Surviving Jeffrey Epstein, estreou em agosto de 2020.

Em 1 de julho de 2020, uma estátua de Epstein apareceu em Albuquerque, Novo México.
- Este artigo foi inicialmente traduzido, total ou parcialmente, do artigo da Wikipédia em inglês cujo título é «Jeffrey Epstein».